# Deutsche Akademie der Naturforscher Leopoldina
Die Deutsche Akademie der Naturforscher Leopoldina e. V. – Nationale Akademie der Wissenschaften, kurz auch (Academia) Leopoldina, ist die älteste naturwissenschaftlich-medizinische Gelehrtengesellschaft im deutschsprachigen Raum und die älteste dauerhaft existierende naturforschende Akademie der Welt.

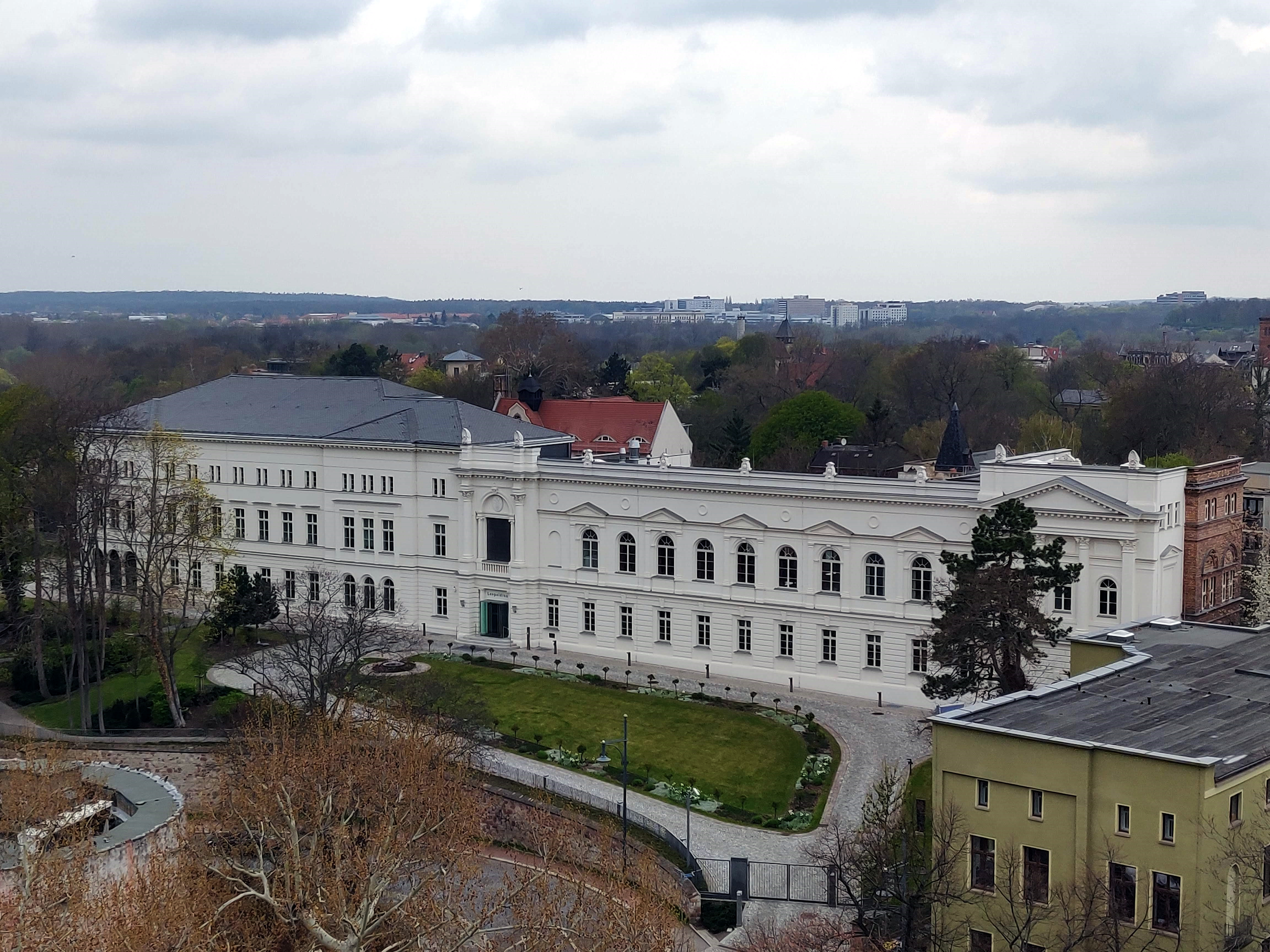
Blick auf das Leopoldina-Hauptgebäude (ehemals Logenhaus Zu den drei Degen) in Halle (Saale) (2019)

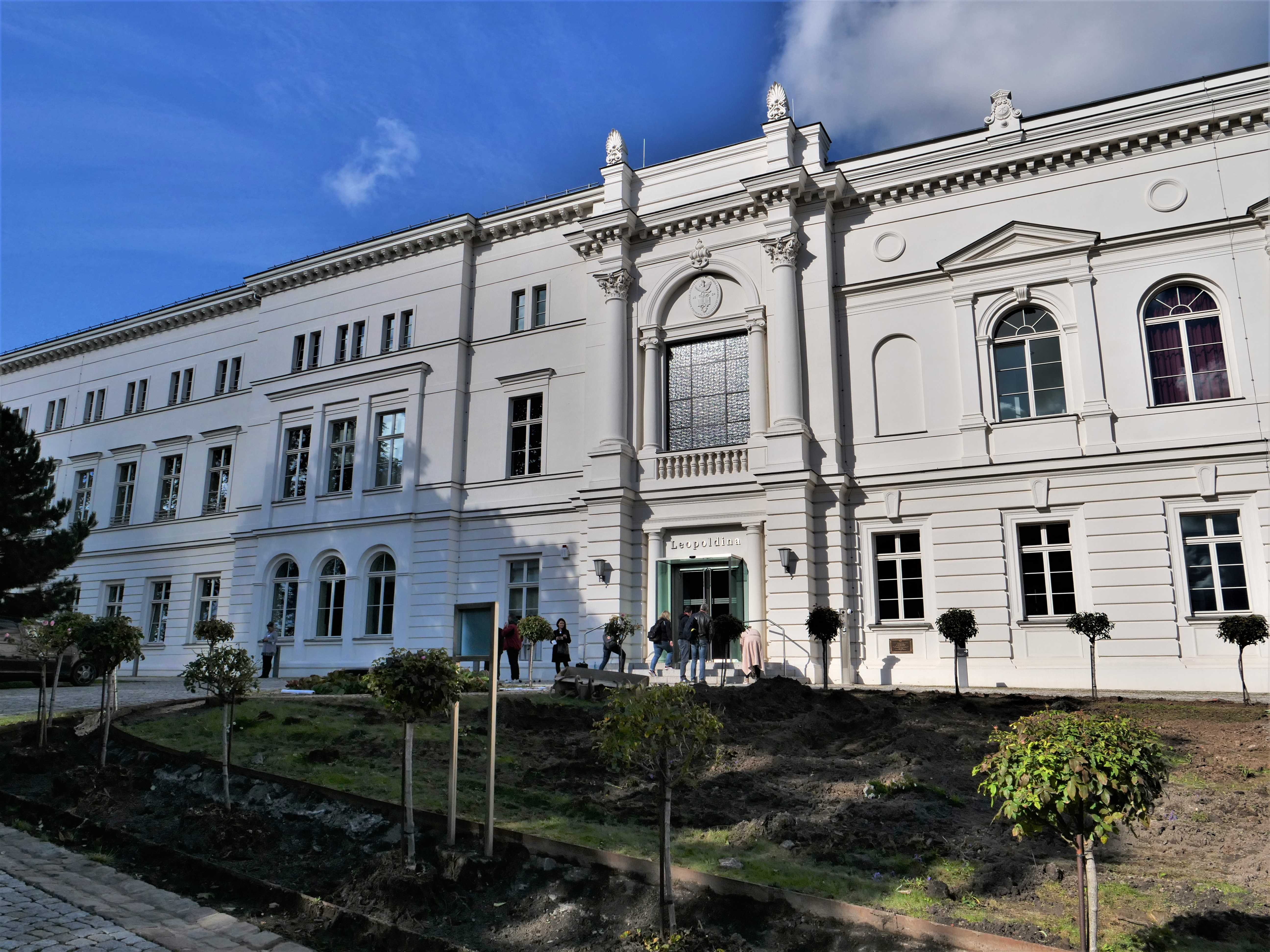
Eingangsbereich (2021)

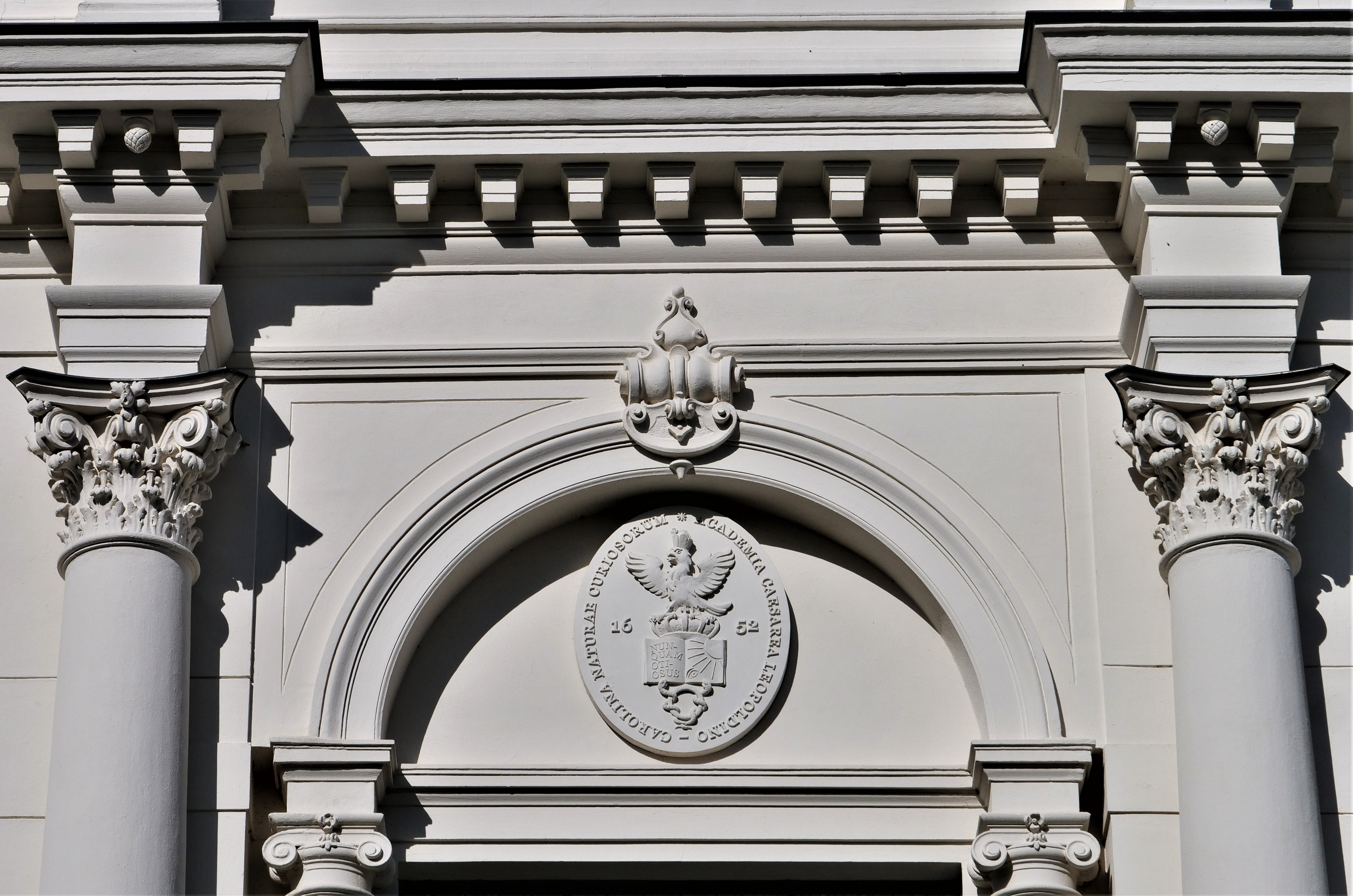
Wappen über der Eingangstür (2021)

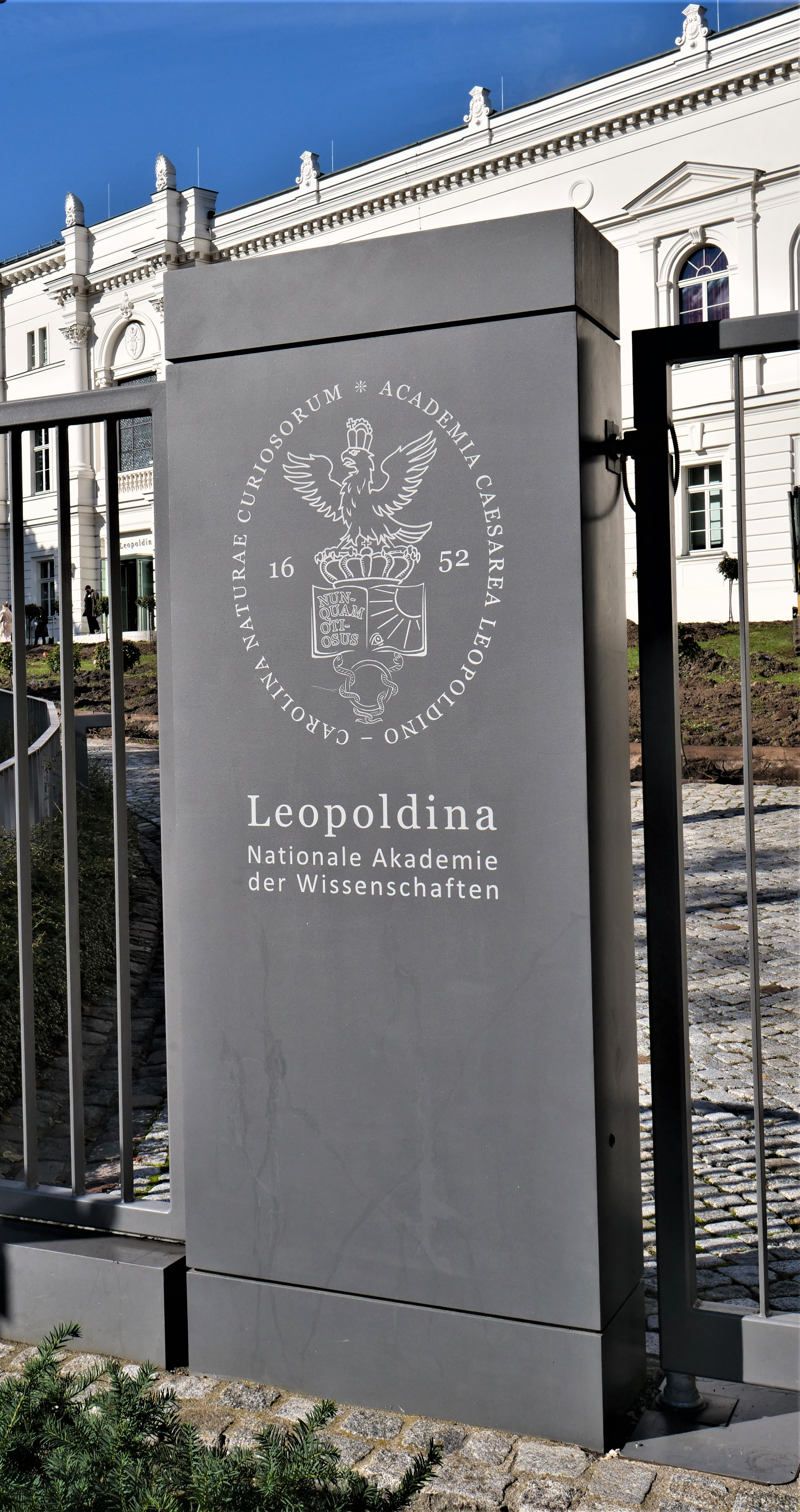
Gartentoranzeige (2021)

Die später nach Kaiser Leopold I. benannte Einrichtung wurde 1652 von Johann Laurentius Bausch als Academia Naturae Curiosorum (auch Academia Imperialis Leopoldina Naturae Curiosorum genannt) in Schweinfurt gegründet und hat heute den Rechtsstatus eines eingetragenen Vereins.
Die Akademie wurde am 14. Juli 2008 zur Nationalen Akademie der Wissenschaften ernannt. Rechtsgrundlage war der Beschluss der Gemeinsamen Wissenschaftskonferenz des Bundes und der Länder vom 18. Februar 2008. Seitdem steht die Leopoldina unter der Schirmherrschaft des Bundespräsidenten. Sie ist unabhängig und dem Gemeinwohl verpflichtet. Idee bei der Gründung einer Nationalakademie war die Schaffung einer legitimierten Institution, die unabhängig von wirtschaftlichen oder politischen Interessen wichtige gesellschaftliche Zukunftsthemen wissenschaftlich bearbeitet, die Ergebnisse der Politik und der Öffentlichkeit vermittelt und diese Themen national wie international vertritt.
Finanziert wird die Einrichtung heute zu 80 Prozent durch den Bund und zu 20 Prozent durch das Land Sachsen-Anhalt. 189 Mitglieder der Leopoldina erhielten den Nobelpreis. Sie gehört damit zu den weltweit größten Vereinigungen von Nobelpreisträgern.

## Aufgaben
Nach ihrer Satzung hat die Leopoldina unter anderem folgende Aufgaben: „Ihre Aufgabe ist die Förderung der Wissenschaften durch nationale und internationale Zusammenarbeit, ihrer Tradition nach ‚zum Wohle des Menschen und der Natur‘. Zu diesem Zweck führt sie wissenschaftliche Veranstaltungen durch, setzt Kommissionen ein und veröffentlicht die erarbeiteten Ergebnisse. Sie verleiht Auszeichnungen und Preise und fördert junge Wissenschaftler.
Mit der Ernennung zur Nationalen Akademie der Wissenschaften übernimmt die Leopoldina offiziell die Vertretung der deutschen Wissenschaftler in den internationalen Gremien, in denen andere nationale Akademien der Wissenschaften vertreten sind, und sie bringt sich in die wissenschaftsbasierte Beratung von Öffentlichkeit und Politik ein.“

### Beratung von Politik und Gesellschaft
Eine zentrale Aufgabe der Akademie ist die Beratung von Politik, Gesellschaft und Wirtschaft zu aktuellen wissenschaftlichen und wissenschaftspolitischen Fragen. Ihr Ziel ist es, Stellungnahmen und Empfehlungen für die Bewältigung drängender gesellschaftlicher Herausforderungen abzugeben sowie wichtige Zukunftsfragen aufzuzeigen. Dabei sollen wichtige Entwicklungen, die sich in der Wissenschaft andeuten und möglicherweise künftig gesellschaftliche Bedeutung erlangen, frühzeitig erkannt, analysiert und entsprechend kommentiert werden.
Die Politikberatung führt die Leopoldina gemeinsam mit der Union der deutschen Akademien der Wissenschaften, darunter die Berlin-Brandenburgische Akademie der Wissenschaften, sowie der acatech – Deutsche Akademie der Technikwissenschaften durch. Die Arbeit wird von einem Ständigen Ausschuss unter Federführung der Leopoldina gesteuert.

### Internationale Beziehungen
Durch die Kooperation mit Akademien anderer Länder fördert die Leopoldina den internationalen Austausch zu Themen wie Energie, Klimawandel oder Gesundheit. Dies geschieht unter anderem durch gemeinsame Symposien oder Stellungnahmen in der wissenschaftlichen Beratung der G7- und G20-Gipfeltreffen der Staats- und Regierungschefs. Zu diesem Zweck arbeitet die Leopoldina in internationalen Dachorganisationen mit, in denen auch andere nationale Akademien, wie die Royal Society in London, die Académie des sciences in Paris, die Chinesische Akademie der Wissenschaften oder die National Academy of Sciences der USA, vertreten sind.
Dies sind beispielsweise:
- All European Academies (ALLEA)
- InterAcademy Partnership (IAP)
- Federation of the European Academies of Medicine (FEAM)
- International Human Rights Network of Academies and Scholarly Societies (IHRN)
- European Academies Science Advisory Council (EASAC)

### Bibliothek
Die Bibliothek der Leopoldina wurde 1731 in Nürnberg gegründet und umfasst über 260.000 Bände, Monographien und Zeitschriften aus Naturwissenschaften und Medizin. Sammelschwerpunkte sind Publikationen zur Wissenschaftsgeschichte, insbesondere der Naturwissenschaften und der Medizin, sowie Schriften von wissenschaftlichen Gesellschaften und Vereinen. Die Sammlung entstand vorwiegend durch Tausch der Akademieveröffentlichungen mit Partnern in der ganzen Welt und durch Schenkungen der Akademiemitglieder.

### Archiv
Als eines der ältesten Akademie-Archive der Welt verwahrt das Archiv der Leopoldina ca. 1.700 laufende Meter an Unterlagen aus mehr als 350 Jahren. Der Kernbestand des Leopoldina-Archivs umfasst die Matrikel- und Protokollbücher und daneben Lebensläufe, Schriftenverzeichnisse und Porträts der Mitglieder, aber auch Korrespondenzserien und umfangreiches Verwaltungsschriftgut der Akademie. Darüber hinaus bewahrt es etwa 50 Nachlässe von bedeutenden Wissenschaftlern, mehr als 10.000 Fotografien zur Akademie- und Wissenschaftsgeschichte und verschiedene Kunstobjekte (Gemälde, Zeichnungen und Medaillen) auf.

### Förderprogramm
Die Leopoldina unterstützt seit 1997 herausragende junge Postdoktoranden im Leopoldina-Förderprogramm („Leopoldina Fellowship Programme“) mit Postdoc-Stipendien. Diese richten sich an deutsche Wissenschaftler, die im Ausland tätig werden wollen (sowie an Wissenschaftler aus Österreich und aus der Schweiz, die in Deutschland forschen wollen). Das Programm ermöglicht ihnen einen bis zu dreijährigen eigenständigen Forschungsaufenthalt an einer ausländischen (bzw. deutschen) Wissenschaftseinrichtung.
Die Zuerkennung der Stipendien und deren finanzielle Ausstattung orientieren sich an den Richtlinien der Deutschen Forschungsgemeinschaft.

### Wissenschaftliche Kommissionen
Die Leopoldina verfügt über drei Kommissionen (Stand Juni 2023), die mit hochrangigen Wissenschaftlern besetzt sind, die im Regelfall Mitglieder der Leopoldina sind. Die Kommissionen können um externe Mitglieder aus Wirtschaft und Gesellschaft ergänzt werden. Die Kommissionen sollen in ihrem Bereich „die wissenschaftlichen Diskussionen mitgestalten, zukünftig wichtige Themen beraten und daraus Themenvorschläge für die Politik- und Gesellschaftsberatung ableiten“.
Die existierenden Kommissionen sind:
- Demografischer Wandel
- Lebenswissenschaften
- Wissenschaft im Gesundheitssystem[15]

### Ehrungen, Medaillen und Preise

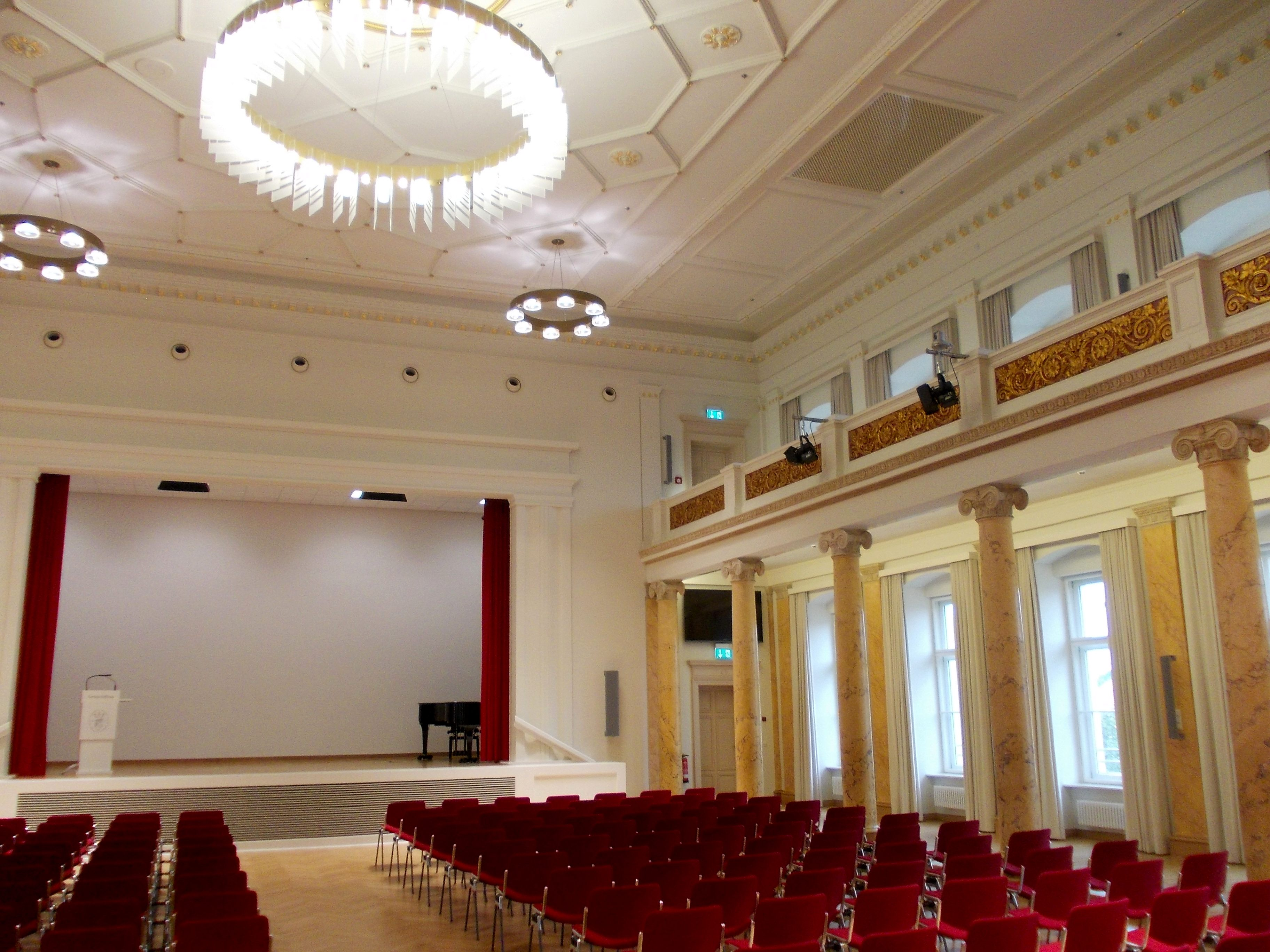
Festsaal (2014)

Die Leopoldina würdigt herausragende wissenschaftliche Leistungen durch die Vergabe von Ehrungen, Medaillen und Preisen:
- Ehrenmitglied: Dieser Titel wird seit 1922 an Mitglieder mit herausragenden Verdiensten um Wissenschaft und Akademie verliehen und ist auf wenige Personen beschränkt.
- Daneben ist die Cothenius-Medaille in Gold, eine Stiftung des königlich-preußischen Hof- und Leibarztes Christian Andreas Cothenius (1708–1789), die bedeutendste Auszeichnung der Leopoldina. Mit ihr wird das herausragende Lebenswerk eines Leopoldina-Mitglieds ausgezeichnet.
- Carl-Friedrich-von-Weizsäcker-Preis: Dieser persönliche Wissenschaftspreis des Stifterverbandes gemeinsam mit der Leopoldina in der Kategorie „Wissenschaft und Gesellschaft“ wird an Wissenschaftler oder Forscherteams vergeben, die einen Beitrag zur wissenschaftlichen Bearbeitung gesellschaftlich wichtiger Problembereiche geleistet haben. Der Preis ist mit 50.000 Euro dotiert und wurde aus Mitteln des Stifterverbandes 2009 erstmals vergeben. Er wird in zweijährlichen Abständen ausgelobt.
- Greve-Preis: Die Auszeichnung wird an Wissenschaftler oder Forschungsteams verliehen, die in Deutschland an Hochschulen, außeruniversitären Forschungseinrichtungen oder in Wirtschaftsunternehmen tätig sind. Der Greve-Preis wird alle zwei Jahre verliehen und würdigt besonders herausragende Forschungsleistungen in den Bereichen Naturwissenschaften/Medizin und Technikwissenschaften. Er wird themenspezifisch ausgeschrieben und ist mit 250.000 Euro dotiert, die aus Mitteln der Greve‐Stiftung stammen.
- Leopoldina Early Career Award der Commerzbank-Stiftung: Seit 2010 wird dieser Preis alle zwei Jahre vergeben. Er wird für herausragende Leistungen von Nachwuchswissenschaftlern auf einem in der Leopoldina vertretenen Fachgebiet alternierend zwischen den Klassen der Leopoldina vergeben und ist mit 30.000 Euro dotiert. Der Preis ersetzt den Leopoldina-Forschungspreis – ebenfalls gestiftet von der Commerzbank-Stiftung, der bis 2007 für herausragende Leistungen auf einem in der Leopoldina vertretenen Gebiet vergeben wurde.
- Carus-Stiftung: Anlässlich des 50. Dienstjubiläums des XIII. Leopoldina-Präsidenten Carl Gustav Carus wurde am 2. November 1864 diese mit einem Kapital von 2000 Talern gegründet. 1896 wurde der erste Preisträger mit dem Carus-Preis ausgezeichnet. Durch Krieg und Inflation verlor die Carus-Stiftung ihr Kapital. Mit Wirkung vom 15. Dezember 1937 wurde der Stiftungsauftrag geändert und ab 1938 die Carus-Medaille verliehen.
- Carus-Medaille: Die mit 5000 Euro dotierte Carus-Medaille geht auf eine Stiftung zugunsten des XIII. Leopoldina-Präsidenten Carl Gustav Carus (1789–1869) zurück und ist seit 1961 mit dem von der Leopoldina-Gründungsstadt Schweinfurt gestifteten Carus-Preis verbunden. Beide werden für herausragende naturwissenschaftliche oder medizinische Forschungsleistungen vergeben.
- Schleiden-Medaille: Diese Medaille, die das Bild von Matthias Jacob Schleiden zeigt, wird seit dem 28. April 1955 alle zwei Jahre für bedeutende Leistungen auf dem Gebiet der Zellforschung verliehen.
- Gregor-Mendel-Medaille: Für besondere Forschungsleistungen auf dem Gebiet der Molekularbiologie und Genetik verleiht die Leopoldina seit 1965 eine dem Begründer der Genetik Gregor Mendel (1822–1884) gewidmete Mendel-Medaille.
- Darwin-Plakette: Als im Mai 1959 Charles Darwins Werk On the Origin of Species den 100. Geburtstag feierte, beschloss die Leopoldina auf ihrer Jahresversammlung, einmalig 18 Persönlichkeiten zu ehren. Die Wissenschaftler hatten dazu beigetragen, Darwins Ideen weiterzuentwickeln. Zum 150. Geburtstag des Erscheinens von Darwins On the Origin of Species ehrte die Leopoldina zum zweiten Mal einen Evolutionsforscher mit der Darwin-Plakette: 2009 erhielt das Akademiemitglied Svante Pääbo diese Ehrung für neue Erkenntnisse in Evolutionsforschung und Anthropologie.
- Verdienst-Medaille: Für große Verdienste um das Wohl der Leopoldina wurde 1961 diese Auszeichnung geschaffen und seit 1962 verliehen.
- Leopoldina-Preis für junge Wissenschaftler: Dieser Preis wurde 1993 erstmals verliehen. Das Preisgeld beträgt 2000 Euro. Die Preisgelder stammen aus den Mitteln einer Schenkung von Karl Lohmann. Dieser wird alle zwei Jahre verliehen an Wissenschaftler, die in Naturwissenschaften, Medizin oder Wissenschaftsgeschichte Herausragendes leisteten und das 30. Lebensjahr noch nicht überschritten haben.
- Georg-Uschmann-Preis für Wissenschaftsgeschichte: Dieser Preis wurde 1997 vom Ehepaar Eugen und Ilse Seibold gestiftet und ist mit 2000 Euro dotiert. Alle zwei Jahre wird seit 1999 die Dissertation oder die Habilitation eines Wissenschaftlers der Fächer Wissenschaft-, Medizin- oder Technikgeschichte ausgezeichnet.
- Preis der Deutschen Akademie der Naturforscher Leopoldina: Der Preis ist mit 15.000 Euro dotiert und wird von der Commerzbank-Stiftung ausgelobt. Zum ersten Mal wurde er 2001 verliehen.
- Ehrensenator der Leopoldina: Auf der Jahresversammlung am 24. April 1993 wurde Hans-Dietrich Genscher wegen seiner außen- und innenpolitischen Verdienste bei der Wiederherstellung der Einheit Deutschlands dieser Ehrentitel verliehen. Am 7. Dezember 2005 wurde Berthold Beitz diese Auszeichnung in Anerkennung seiner richtungsweisenden erfolgreichen Förderung der Zusammenführung von wissenschaftlich-akademischer Kompetenz auf nationaler und internationaler Ebene ebenfalls zuteil.
- Ehrenförderer: Die Leopoldina ehrt mit diesem Titel Nichtmitglieder, die sich um das Wohl der Akademie entscheidend verdient gemacht haben.
- Kaiser-Leopold-I.-Medaille: Die Kaiser-Leopold-I.-Medaille wurde anlässlich der 325. Wiederkehr der Privilegierung der Akademie durch Kaiser Leopold I. im Jahre 1687 gestiftet und 2012 zum ersten Mal verliehen. Mit ihr werden Personen des öffentlichen Lebens geehrt, die sich um die Leopoldina und die Wissenschaft als Ganzes verdient gemacht haben.

### Öffentliche Veranstaltungen
Um die interdisziplinäre Diskussion zwischen Wissenschaftlern zu fördern und ihre wissenschaftlichen Erkenntnisse zu verbreiten, führt die Leopoldina gemeinsam mit Universitäten, Forschungsinstituten und anderen Akademien Symposien und Meetings durch. An die breite Öffentlichkeit richten sich die Leopoldina-Lectures und die Leopoldina-Gespräche.

### Wissenschaftliche Publikationen
Die Leopoldina macht deren wissenschaftlichen Diskussionen der Öffentlichkeit zugänglich. Die Zeitschrift Nova Acta Leopoldina spiegelt dabei das Spektrum der Vorträge, Meetings und Symposien der Akademie wider. Sie bildet die Fortsetzung der ersten medizinisch-naturwissenschaftlichen Zeitschrift der Welt und geht auf das Jahr 1670 zurück. Die Zeitschrift Acta Historica Leopoldina widmet sich der Wissenschaftsgeschichte, insbesondere der Akademiegeschichte. Das seit 1990 erscheinende Jahrbuch der Akademie dokumentiert die Aktivitäten der Leopoldina des jeweiligen Kalenderjahres. Die historisch-kritische LA-Ausgabe Goethe. Die Schriften zur Naturwissenschaft war ein Akademienvorhaben der Leopoldina und wurde 2011 abgeschlossen. Die Edition enthält sämtliche Texte Goethes zur Naturforschung und zeigt die Verbindungen auf, die zwischen diesen und dem literarischen Werk sowie den geistigen und wissenschaftlichen Strömungen seiner Zeit bestehen. Die Ausgabe umfasst 11 Text- und 18 Erläuterungsbände.

### Junge Akademie
Gemeinsam mit der Berlin-Brandenburgischen Akademie der Wissenschaften gründete die Leopoldina im Juni 2000 die Junge Akademie. Ihre Mitgliederzahl ist auf maximal 50 begrenzt. Zu Mitgliedern für fünf Jahre werden herausragende Vertreter aus dem promovierten wissenschaftlichen Nachwuchs gewählt. Die Junge Akademie hat vorrangig die Aufgaben, den insbesondere interdisziplinär ausgerichteten wissenschaftlichen Diskurs unter herausragenden Nachwuchswissenschaftlern zu pflegen und Initiativen an den Schnittstellen von Wissenschaft und Gesellschaft zu fördern.

## Arbeitsfelder
Die Mitglieder engagieren sich in Akademien- und Themengruppen. Eine Auswahl beinhaltet:
- Biodiversität
- Demographie
- Energie
- Gentechnik
- Gesundheit
- Innovation und Technik
- Klima
- Schutz von Versuchstieren
- Stammzellen
- Synthetische Biologie
- Wissenschaftsforschung

## Organisation
Die Leopoldina wird durch drei Organe repräsentiert: die Mitgliederversammlung, das Präsidium und den Senat. Die Geschäftsstelle der Akademie befindet sich in Halle; das Hauptstadtbüro der Akademie in der Reinhardtstraße in Berlin.
Die Akademie ist als gemeinnützig tätiger eingetragener Verein organisiert und wird vom Bundesministerium für Bildung und Forschung (80 %) und dem Sitzland Sachsen-Anhalt (20 %) finanziert.

### Struktur, Aufbau und Organe
Die Leopoldina ist eine übernationale Wissenschaftlervereinigung. Mehr als ein Viertel der Mitglieder kommt aus dem Ausland. Die Mitglieder werden auf Vorschlag von Akademiemitgliedern in einem mehrstufigen Auswahlverfahren durch das Präsidium in die Akademie gewählt. Jedes Mitglied gehört entsprechend seiner wissenschaftlichen Disziplin einer Sektion an. Jede Sektion wählt aus ihrer Mitte einen Vertreter für den Senat. Der Senat, dem weitere Persönlichkeiten aus Wissenschaftsorganisationen und der Öffentlichkeit angehören, wählt die Mitglieder des Präsidiums, prüft die Rechenschaftsberichte und bestimmt die Wissenschaftsstrategie der Akademie. Den Vorstand im Sinne des Gesetzes bilden der Präsident und vier Vizepräsidenten. Das durch weitere Mitglieder ergänzte Präsidium verantwortet die Aktivitäten der Leopoldina.

### Präsidium
Die Akademie wird durch ein Präsidium geleitet, dessen Mitglieder vom Senat gewählt werden. Ihre Amtszeit beträgt fünf Jahre, eine einmalige Wiederwahl ist möglich. Das Präsidium trifft sich meist einmal im Monat und bereitet alle wichtigen Entscheidungen der Akademie vor.
Es setzt sich wie folgt zusammen (Stand: Februar 2022):
Präsidentin
- Bettina Rockenbach, Wirtschaftswissenschaftlerin, Köln[17]

Vize-Präsidenten
- Ulla Bonas, Pflanzengenetikerin, Halle (Saale)
- Thomas Krieg, Mediziner, Köln
- Regina T. Riphahn, Wirtschaftswissenschaftlerin, Nürnberg

Sekretare
Klasse I: Mathematik, Natur- und Technikwissenschaften
- Onno Oncken, Geologe, Potsdam

Klasse II: Lebenswissenschaften
- Claus Rainer Bartram, Humangenetiker, Heidelberg

Klasse III: Medizin
- Jutta Gärtner, Medizinerin, Göttingen

Klasse IV: Geistes-, Sozial- und Verhaltenswissenschaften
- Charlotte Klonk, Kunsthistorikerin, Berlin

Weitere Präsidiumsmitglieder
- Thomas Lengauer, Informatiker, Saarbrücken
- Wolfgang Baumjohann, Astrophysiker, Wien
- Thomas Stocker, Klimaphysiker, Bern

Generalsekretärin (mit beratender Stimme)
- Franziska Hornig, Betriebswirtin, Halle (Saale)

Altpräsidialmitglieder (mit beratender Stimme)
- Volker ter Meulen, Virologe, Würzburg
- Jörg Hacker, Mikrobiologe, Berlin
- Gerald H. Haug, Paläoklimatologe, Mainz, Zürich

### Mitglieder, Sektionen und Klassen
Seit ihrer Gründung förderte die Leopoldina zahlreiche Wissenschaftler, darunter Nobelpreisträger wie Marie Curie und Albert Einstein. Die Wahl zum Mitglied in der Leopoldina gilt als eine der höchsten wissenschaftlichen Auszeichnungen, die eine deutsche Institution vergibt. Die Zahl der Mitglieder unter 75 Jahren ist auf 1000 begrenzt. Zu Mitgliedern werden hervorragende Gelehrte aus aller Welt gewählt. Neben Naturwissenschaftlern aus Deutschland, Österreich und der Schweiz stammt ein Drittel ihrer Mitglieder aus 27 weiteren Ländern weltweit. Mit den gegenwärtig rund 1600 Mitgliedern (Stand Februar 2021) in mehr als 30 Ländern ist die Leopoldina die mitgliederstärkste Akademie in Deutschland. Die Mitglieder sind in Fachsektionen organisiert, die wiederum vier Klassen zugeordnet sind. Die im Jahr 2009 neu eingeführten Klassen sollen die Mitglieder stärker als zuvor in die Erarbeitung von Stellungnahmen und Empfehlungen einbinden und den interdisziplinären Austausch verstärken.
Die Klassen haben ihre Schwerpunkte in den Naturwissenschaften, den Lebenswissenschaften, der Medizin und den Verhaltens-, Sozial- und Geisteswissenschaften. Sie bilden außerdem die Plattform für den internationalen Austausch und für die Wahl neuer Mitglieder.

## Geschichte

### Von der Gründung bis zur Sesshaftwerdung in Halle

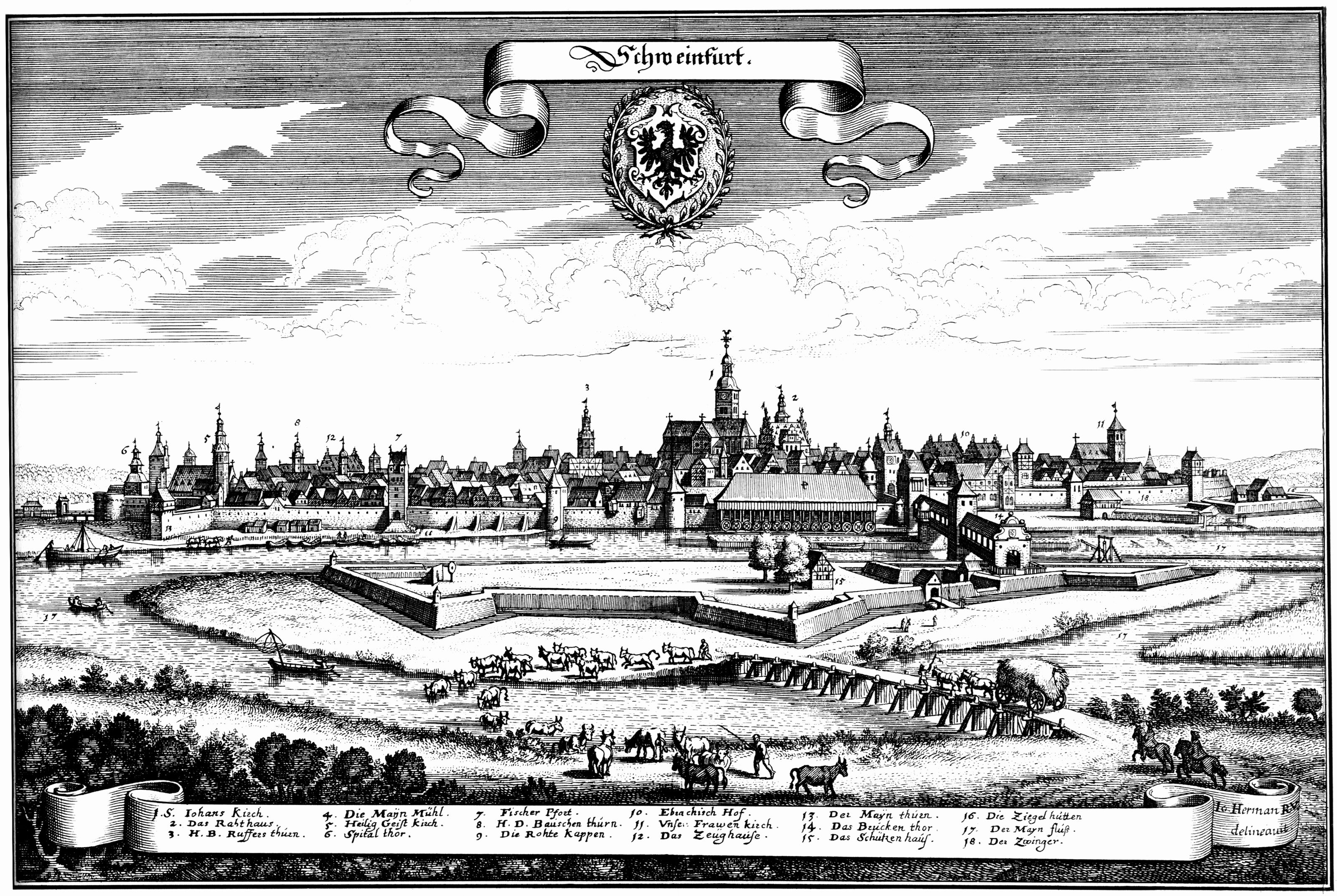
Die Reichsstadt Schweinfurt
zur Zeit der Gründung der Leopoldina,
Matthäus Merian, Frankfurt a. M. 1648

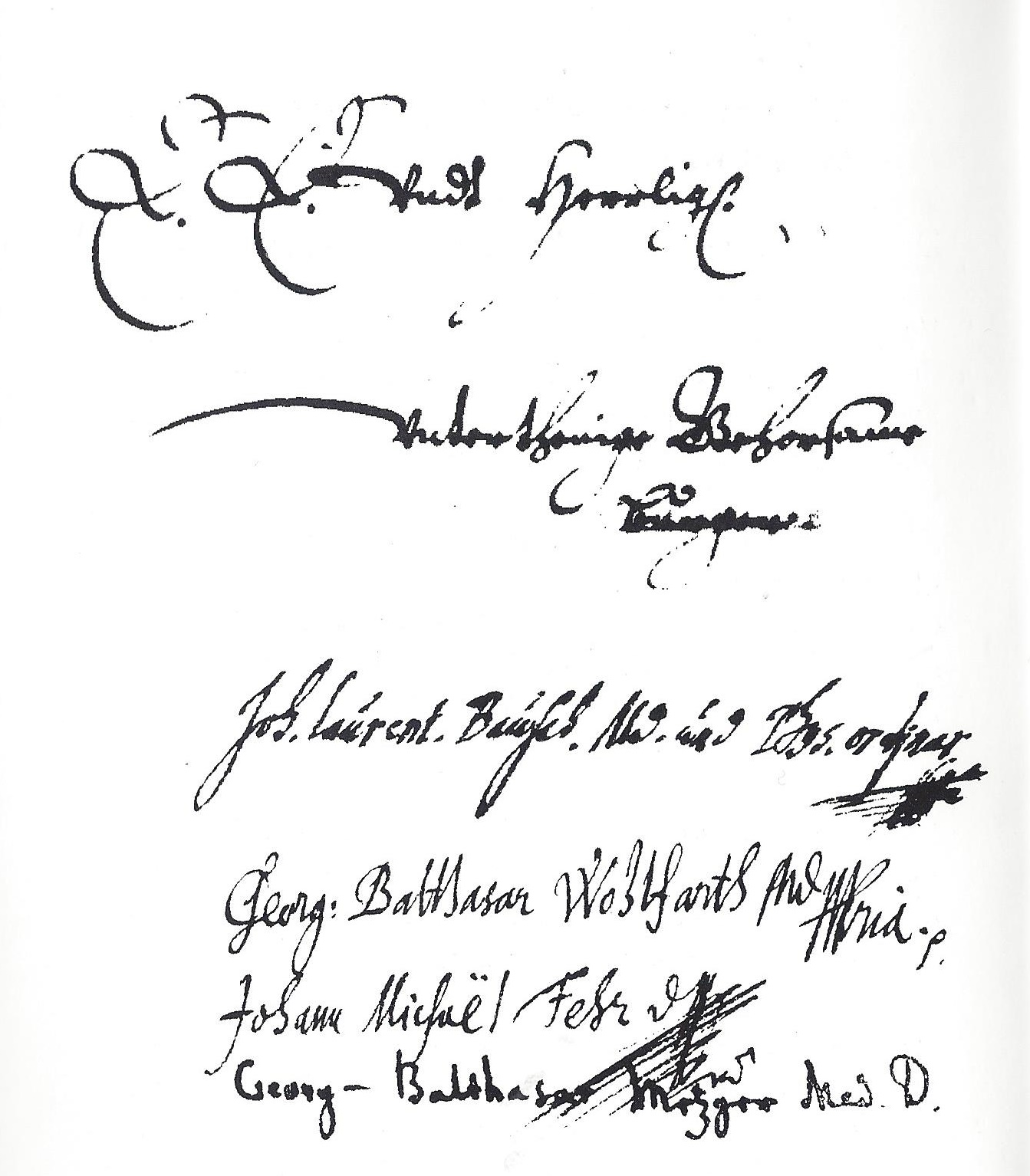
Gründer der Leopoldina

Die Leopoldina wurde am 1. Januar 1652 in der Reichsstadt Schweinfurt von den Ärzten Johann Laurentius Bausch (1605–1665), Johann Michael Fehr (1610–1688), Georg Balthasar Metzger (1623–1687) und Georg Balthasar Wohlfahrt (1607–1674) als private Gesellschaft Academia Naturae Curiosorum gegründet, vielleicht im Amtslokal des Stadtphysikus Bausch im Zwinger des Brückentores. Letzteres ist nicht belegt, aber seit Mitte des 19. Jahrhunderts durch einen emblematischen Kupferstich suggestiv illustriert. Die Gründungsversammlung, kaum zufällig im Zeitalter „des galanten Europas“ zeremoniell auf den Neujahrstag gelegt, könnte auch in Bauschs Wohnhaus abgehalten worden sein, im würdigen Rahmen der schon vom Vater Leonhard Bausch (1574–1636) angelegten repräsentativen Mediziner-Bibliothek. Diese hatte Johann Laurentius Bausch 1636 ungeteilt geerbt (also offenkundig auch im Einverständnis seines Bruders, des Apothekers Johann Heinrich Bausch (1608–1670), ganz im selben Modus, den später J. L. Bausch in seinem eigenen Testament für die Zukunft festschrieb, sie immer geschlossen einem Arzt in der Familie weiterzugeben). In dieser Bibliothek standen auch die medizinisch-pharmazeutischen Monographien, die in den leges der jungen Naturforscher-Akademie als Vorbilder für die zukünftige Arbeit genannt sind.
Die Gründung einer Akademie nach italienischen Vorbildern, die J. L. Bausch – wie schon sein Vater Leonhard, der als Sohn eines aus der Rhön eingewanderten mittellosen Hufschmiedes eine beispiellose Karriere bis zum Stadtphysikus und Ratsherrn von Schweinfurt vorgelegt hatte – auf seiner peregrinatio academica kennenlernte, hatte die Vertiefung medizinisch-naturwissenschaftlicher Erkenntnisse und die Verbesserung der Kommunikation zwischen den Naturforschern jener Zeit zum Ziel. Ähnliche Gelehrtengesellschaften entstanden nach dem Dreißigjährigen Krieg auch in England (Royal Society, 1660) und Frankreich (Académie des sciences, 1666). Die Leopoldina ist die älteste naturwissenschaftlich-medizinische Akademie; später öffnete sie sich auch für die empirischen Geistes-, Sozial- und Verhaltenswissenschaften. „Nunquam otiosus“ = „Niemals müßig“ ist ihr Wahlspruch.
In einem ersten ehrgeizigen Arbeitsprogramm wollte sie die um die vorangegangene Jahrhundertwende bis etwa 1630 kulminierende literarische Tradition vollenden, für alle Gegenstände aus dem Mineral-, Pflanzen- und Tierreich umfassende enzyklopädische Monographien zu erarbeiten, die dem Arzt das gesamte Wissen seit der Antike zur Verfügung stellen sollten, und unter einheitlich wissenschaftlichen Gesichtspunkten „ad normam et formam Academiae Naturae Curiosorum“ veröffentlichen, mit anderen Worten, eine „Enzyklopädie der Heilmittel“ schaffen.
Diesen enormen Arbeitsaufwand, in den ersten leges halbjährlich (!) für ein Objekt ihrer Wahl gefordert, vermochten nur wenige Mitglieder überhaupt zu leisten. Die erste derartige Monographie erschien neun Jahre nach Gründung der Akademie; es war die Ampelographia von Philipp Jacob Sachs von Lewenhaimb (1627–1672), der 1658 der Akademie beigetreten war, ein Oktavband von 670 Seiten über den Weinstock. Der Breslauer Stadtphysicus Sachs wurde dafür mit dem akademischen Beinamen (in der Tradition Gelehrter Gesellschaften als agnomen, später cognomen bezeichnet) „Phosphorus“ geehrt, „als einen wahren Morgenstern, der mit diesem seinem Buche allen anderen Kollegen vorangeleuchtet habe“, wie in der zeitgenössischen Chronik vermerkt ist. Bedeutsamer für die weitere Entwicklung der Akademie war, dass Sachs die Zeichen der Zeit erkannte und nach dem Vorbild der englischen und französischen Akademien eine Zeitschrift ins Leben rief, die seit 1670 jährlich erscheinenden Miscellanea curiosa medico-physica Academiae Naturae Curiosorum sive Ephemeridum medico-physicarum germanicarum curiosarum, und gleichzeitig die kaiserliche Anerkennung der jungen Akademie anstrebte, nicht zuletzt mit der Widmung der Zeitschrift an Leopold I. (1640–1705).
In der Zeitschrift konnten die Mitglieder ihren Pflichten durch Mitteilung medizinisch-naturwissenschaftlicher Beobachtungen (observationes) nachkommen und der Anschluss an die zeitgenössische Wissenschaftskommunikation war hergestellt, durch regen Austausch gerade mit der Londoner Royal Society. Bahnbrechende Publikationen aus den Philosophical Transactions wurden in umfangreichen Anhängen der Miscellanea, übersetzt in die internationale Gelehrtensprache Latein, auch auf dem Kontinent verbreitet. Die akademischen Beinamen der sich „Argonauten“ Nennenden, anfangs den Gründern und Mitgliedern mit erfüllter Arbeitsaufgabe vorbehalten, wurden seit 1668 gelegentlich und seit 1681 regelmäßig bei Eintritt in die Gesellschaft verliehen.

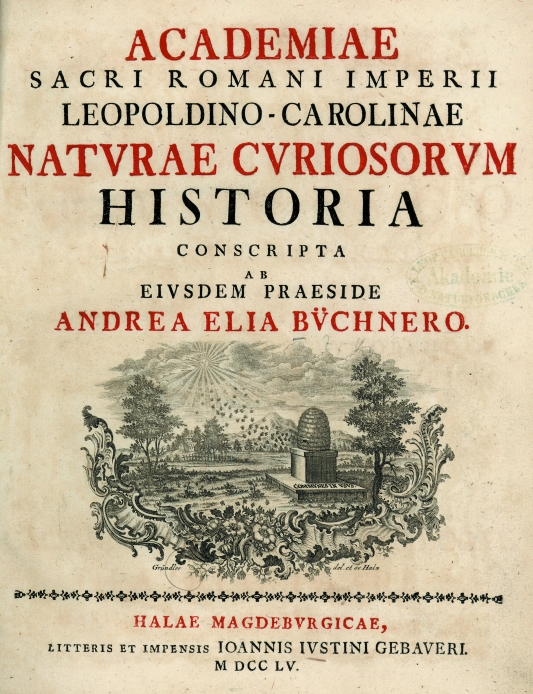
Titelblatt der von Andreas Elias Büchner verfassten Gedenkschrift zum 100. Geburtstag der Leopoldina im Jahr 1755

1677 wurde die unabhängige Akademie von Kaiser Leopold I., bekannt für sein lebhaftes Interesse an Künsten und Wissenschaften seiner Zeit, offiziell als „Akademie des Heiligen Römischen Reiches“ bestätigt und am 7. August 1687 per Dekret mit kaiserlichen Privilegien ausgestattet. Präsident und Director ephemeridum, verantwortlich für die Herausgabe der Zeitschrift, sowie ihre Nachfolger wurden zu kaiserlichen Leibärzten und in den Adelsstand erhoben. Das Palatinat der kleinen Comitive umfasste zahlreiche Rechte, darunter das Promotions- und Wappenrecht. Wichtiger für das weitere Wirken der Akademie war aber die gewährte Zensurfreiheit. Seitdem trug sie die Bezeichnung Sacri Romani Imperii Academia Caesareo-Leopoldina Naturae Curiosorum, von der sich die heutige Kurzform Leopoldina ableitet. Kaiser Karl VI. (1685–1740) gewährte 1712 eine bedeutende Unterstützung zur Herausgabe der Zeitschrift und genehmigte die Änderung des Namens in Kaiserlich Leopoldinisch-Carolinische Akademie der Naturforscher; Kaiser Karl VII. (1697–1745) bestätigte und ergänzte 1742 die Privilegien der Akademie. Nach dessen Tode sollte der 1748 erscheinende nächste Band der Zeitschrift seinem Nachfolger Kaiser Franz I. (1708–1765) gewidmet werden und diese beabsichtigte Widmung drückt sich schon im Titel mit der Änderung des Akademienamens – wohlgemerkt, nur bei diesem einen Band – in [...] Academiae Caesareae Leopoldino-Franciscanae Naturae Curiosorum aus. Wie im Protocollum (handschriftliche Chronik der Akademie) jener Jahre berichtet, kam es dann aber „aus verschiedenen recht schwerwiegenden Gründen und wegen mancherlei Hindernissen“ doch nicht zu einer solchen Widmung, möglicherweise, weil durch den Tod des Protektors der Akademie, Fürst Friedrich Karl von Schönborn-Buchheim (1674–1746), „Bischof von Bamberg und Würzburg, Rat Seiner Heiligen Kaiserlichen Majestät in schwierigen Reichsangelegenheiten und Geheimer Staatsminister“ (so als vierter Protektor 1730 im Protocollum eingetragen), die Verbindung zum kaiserlichen Hof fehlte. Nachdem 1751 ein neuer Protektor – Maximilian Joseph (1727–1777), „Erztruchseß und Kurfürst des Heiligen Römischen Reiches, Herzog beider Bayern und der Oberpfalz etc.“ – gewonnen worden war, sind 1752 für den nächsten Band der Zeitschrift die Übergabe an und Annahme durch Kaiser Franz I. belegt. Dieser Band erschien jedoch wieder unter dem früheren Akademienamen, zurückgehend auf die „Gönner und Schutzherren“ (in A. E. Büchners Akademiegeschichte von 1755 in Sectio IX mit der Kopfzeile „De fautoribus et patronis Acad. Nat. Cur.“ beschrieben und S. 549/550 mit Bezug auf die „überreich deklarierten Privilegien, die nie außer Kraft gesetzt werden können“, betont) Leopold I., Karl VI. und Karl VII. als Acta [ab 1757 Nova Acta] Physico-Medica Academiae Caesareae Leopoldino-Carolinae Naturae Curiosorum, mit Widmungen an Kaiser und Protektor, heute digitalisiert direkt einzusehen.
Frühzeitig erlangte die Akademie internationale Ausstrahlung und wirkte auch über konfessionelle Grenzen hinweg. Im 19. Jahrhundert entfaltete sie unter dem Präsidenten Christian Gottfried Nees von Esenbeck (1776–1858) mit ihrer reformierten und durch vorzügliche Kupferstiche ausgestatteten Zeitschrift, nun als Nova Acta Leopoldina, beachtliche wissenschaftliche Wirkung, blieb aber bis in die zweite Hälfte des 19. Jahrhunderts der späten Goethezeit verhaftet.
Erst Wilhelm Friedrich Georg Behn (1808–1878) verschaffte ihr mit einer „Großen Reform“ wieder den Anschluss an die neuzeitliche Wissenschaftsorganisation. Mit einer neuen, demokratisch beschlossenen Satzung von 1872 wurde der Spezialisierung der Wissenschaften mit der Einführung von Sektionen Rechnung getragen, die Organisation mit einem Senat aus Obleuten der Fachsektionen und den Vorständen der regionalen Adjunktenkreise als Legislative und dem Präsidium als Exekutive auf breitere Schultern verteilt und beiläufig die Gepflogenheit aufgegeben, den Mitgliedern einen Gesellschaftsnamen zu geben. Obwohl das Promotionsrecht aus den alten kaiserlichen Privilegien ebenfalls nicht mehr in der neuen Satzung enthalten war, wurde es noch einige Male (bis 1891) ausgeübt, allerdings wurden nur ausländische Gelehrte promoviert, um nicht in Konflikt mit den Universitäten zu geraten.
Das geschah freilich dennoch und unter Präsident Karl von Fritsch wurden schließlich das Promotionsrecht und das ebenfalls obsolet gewordene Wappenverleihungsrecht aufgegeben (letzteres 1904, auch öffentlich bekannt gemacht).

### 1878–1932
Seit 1878 hat die Akademie unter dem damaligen Präsidenten Hermann Knoblauch (1820–1895) ihren Sitz in Halle an der Saale, was aufgrund einer Initiative des hallischen Universitätsbibliothekars Oscar Grulich (1844–1913), der die Bibliothek der Leopoldina im Nebenamt betreute, zum Bibliotheksneubau und damit zum festen Sitz der Akademie in der Saalestadt führte.
Zuvor war der Sitz durch den Wohnort des jeweiligen Präsidenten bestimmt; somit befand sich die Leopoldina während der ersten 200 Jahre in Schweinfurt, Nürnberg, Augsburg, Altdorf, Erfurt, Halle, dann wieder in Nürnberg, Erlangen, Bonn, Breslau, Jena, Dresden und schließlich wieder in Halle, wo sie fortan blieb. Die 1731 in Nürnberg errichtete Bibliothek musste allerdings nur in fünf Städte mit umziehen bis in ihr heutiges Domizil, wo die „Leiden einer wandernden Bibliothek“, wie das Oscar Grulich eindrücklich beschwor, endlich ein Ende hatten. Ausschlaggebend für Halle war auch das Renommee der in der zweiten Hälfte des 19. Jahrhunderts prosperierenden Universität, der heutigen Martin-Luther-Universität.
In den ursprünglich nur 15 Paragraphen umfassenden Statuten der Leopoldina war unter anderem festgelegt, dass der Wohnort des jeweiligen Präsidenten immer auch die Geschäftsstelle der Akademie sein sollte. Dies wurde erst mit der Einweihung der Bibliothek der Akademie am 23. April 1904 faktisch abgeschafft, ohne das in den Statuten zu verankern. Trotzdem wurden nach Knoblauch nur hallische Universitätsprofessoren zu Präsidenten gewählt. Eine gewisse Provinzialisierung der Akademie war in der Folge nicht zu verkennen.
Der weltweit anerkannte Geologe Johannes Walther (1860–1937) führte zwar 1924 erstmals monatliche Sitzungen ein, verlagerte aber auch die Entscheidungen vom Senat der Akademie (Adjunkten der Länder des deutschsprachigen Raums und Obmänner der Fachsektionen) zunehmend auf den Kreis der hallischen Mitglieder. Zerrüttete finanzielle Verhältnisse und zusätzlich Veruntreuungen eines Bibliothekars führten 1931 zu seinem vorzeitigen Rücktritt.
Sein Nachfolger, der Physiologe Emil Abderhalden (1877–1950), trat sein Amt 1932 an und wollte der Akademie wieder internationales Profil verschaffen, war aber bald mit einem ganz anderen Zeitgeist konfrontiert.

### Zeit des Nationalsozialismus und Zweiter Weltkrieg
→ Siehe auch Akademien der Wissenschaften in der NS-Zeit
Nach der nationalsozialistischen Machtübernahme 1933 setzte die Akademieleitung unter Emil Abderhalden das Gesetz zur Wiederherstellung des Berufsbeamtentums (vom 7. April 1933) insofern konsequent um, als keine jüdischen Mitglieder mehr aufgenommen wurden, während noch im Jahr zuvor Abderhalden nach seinem Amtsantritt zahlreiche jüdische Gelehrte, darunter Albert Einstein, selbst vorgeschlagen hatte.
Mitglieder aus politischen Gründen auszuschließen, lehnte Abderhalden anfangs dem nationalsozialistisch gesinnten Vizepräsidenten Johannes Weigelt gegenüber noch ab (notiert von Abderhalden nach dem 5. Juni 1933). Es handelte sich um Julius Tandler, er sei „politisch anrüchig (Kommunist)“ und der Anatom und Rektor der hallischen Universität Hermann Stieve wolle ansonsten austreten und „den Grund seines Austritts dem Herrn Innenminister Dr. Frick und dem Kultusminister Dr. Rust mitteilen“. Kraft seiner Autorität konnte Abderhalden sowohl den Austritt Stieves als auch den dann von Weigelt vorgebrachten Antrag zur Streichung von Tandler abwehren, „weil nach den Satzungen unserer Akademie ein Ausschluss gar nicht möglich ist“.
Diesen Standpunkt konnte er aber schon nicht mehr aufrechterhalten, als im selben Jahr – von welcher Seite, ist nicht mehr zu klären, ebenso wenig der genaue Zeitpunkt – der Antrag kam, Einstein auszuschließen. Im Matrikelbuch steht unter Einsteins Namen mit Bleistift „gestrichen!“, ohne Zeitangabe, aber bereits im Mitgliederverzeichnis von 1933 fehlt sein Name, vermutlich als Reaktion auf den Abbruch aller seiner Kontakte zu Deutschland.
Die Gründe für einige weitere Bleistiftstreichungen 1936 und 1937 sind nicht belegt. Nur zu Henry E. Sigerist (gestrichen 1937, ohne genaues Datum bei dem betr. Eintrag im Matrikelbuch) ist „ein Briefwechsel Abderhaldens mit dem Reichs- und Preußischen Ministerium für Wissenschaft, Erziehung und Volksbildung überliefert und zeigt, dass Sigerist wegen seiner ‚Einstellung gegen das jetzige Deutschland‘, also gegen die NS-Machthaber, und somit aus politischen Gründen aus der Akademie ausgeschlossen wurde“. Diese Mitgliederstreichungen können nicht als vorauseilender Gehorsam interpretiert werden, wie gelegentlich unterstellt, weil zur internationalen Festsitzung 1937 noch einmal ein vollständiges Mitgliederverzeichnis gedruckt wurde, in dem die meisten jüdischen Mitglieder der Öffentlichkeit und damit der zahlreich erschienenen Nazi-Prominenz präsentiert wurden, ein Affront, der jeden vorauseilenden Gehorsam vermissen lässt, vorerst sogar ohne nachweisliche Folgen.
Erst nach dem ausdrücklichen Befehl an die Wissenschaftsakademien im Kartell der Akademien, dem die Leopoldina nicht angehörte, wurde in der Vorstandssitzung am 23. November 1938 darauf Bezug genommen und beschlossen, „den Rest der jüdischen Mitglieder auszumerzen. Es soll nicht zugewartet werden, bis ein entsprechender Befehl kommt. Eine Mitteilung ergeht an die betreffenden Mitglieder nicht.“
Die Streichung der meisten jüdischen Mitglieder erfolgte am 30. November 1938 mit genauer Datumsangabe. Sie sollten aber die Hefte des laufenden Jahrgangs der Nova Acta Leopoldina weiter erhalten, konnten also angesichts der Ereignisse an anderen deutschen Akademien und wissenschaftlichen Gesellschaften nicht einmal einen Verdacht schöpfen.
Dass die Streichungen mit Bleistift erfolgten, liegt vermutlich daran, dass in der Satzung der Leopoldina keine Möglichkeit zum Ausschluss vorgesehen war, wie Abderhalden 1933 noch betont hatte, denn die wenigen Austritte von Mitgliedern auf eigenen Wunsch wurden in derselben Zeit, wenn überhaupt, mit Tinte eingetragen. Wichtiger ist, dass die Karteikarten der somit „nie offiziell“ (wie Abderhalden das 1947 brieflich nannte, s. u.) gestrichenen Mitglieder aus der Mitgliederkartei aussortiert und – bei mehr als der Hälfte sogar ohne jeden Vermerk zum Ausschluss! – in einer separaten Kartei hintangestellt und hinter einem Vorhang versteckt wurden, was denn auch am 9. Mai 1945, einen Tag nach der Kapitulation Deutschlands, wieder rückgängig gemacht wurde. In den dickleibigen Matrikelbüchern, die ohnehin nur die Archivare zu Gesicht bekamen, wurde jedenfalls nichts radiert oder erneut eingetragen. Die Öffentlichkeit erfuhr vermutlich nichts von diesen stillschweigenden Ausschlüssen, weil während der Zeit des Nationalsozialismus dann keine vollständigen Mitgliederverzeichnisse mehr veröffentlicht wurden. Wie Abderhalden 1947 in einem Brief an den Vizepräsidenten Otto Schlüter erklärte, war das ebendiese Absicht und sollte ggf. mit Papiermangel begründet werden.
In einem Brief vom 7. Dezember 1938, der eine Woche danach in einem Präsidiumsbeschluss fast wörtlich protokolliert wurde, schrieb Abderhalden an Gauleiter und Minister, „dass unserer Akademie nur Persönlichkeiten angehören, die keine Juden sind. Seit dem Jahre 1933 sind sämtliche Vorschläge von Forschern peinlich genau auf ihre Abstammung geprüft worden. Ferner sind in früheren Zeiten gewählte Mitglieder jüdischer Abstammung ausgemerzt worden, sodass schon seit einiger Zeit die Zusammensetzung des Mitgliederbestandes unserer Akademie in vollem Einklang mit den Erfordernissen der Zeit steht“, womit ein derartiger Befehl definitiv abgewendet werden konnte. Nach einer jüngeren Publikation von W. Berg sollte dies von den Empfängern wie vorauseilender Gehorsam gelesen werden, sei aber in Wirklichkeit eine Schutzbehauptung, da er nachweislich Unwahrheiten enthalte. Bezeichnenderweise fehlte im Protokoll der Vorstandssitzung der Einschub „schon seit einiger Zeit“. „Abderhalden wollte Partei und Staat von der Leopoldina ablenken, indem er den – falschen – Eindruck eines lange schon praktizierten vorauseilenden Gehorsams erweckte.“
Einerseits wurden nicht alle jüdischen Mitglieder gestrichen, andererseits war dieser angebliche Zustand erst eine Woche vorher stillschweigend hergestellt worden, was Abderhalden durch die genaue Datierung in den Matrikelbüchern (im auffälligen Unterschied zu allen früheren gelegentlichen Streichungen) festhalten ließ, statt sie rückzudatieren oder nur – wie früher auch – mit Jahr zu vermerken, als sollte wenigstens die Nachwelt diese Diskrepanz schlussfolgern können, wenn sie den beschämenden Brief in die Hände bekommt, denn damals waren diese Archivalien für Außenstehende nicht einzusehen.
Warum einige jüdische Mitglieder nicht gestrichen wurden, bleibt ungeklärt. Bei Ausländern mag es Unkenntnis gewesen sein, nicht aber bei dem Zuckerchemiker und Wissenschaftshistoriker Edmund Oskar von Lippmann, der 1935 wegen seiner jüdischen Herkunft an der hallischen Universität ausgeschlossen wurde und dennoch in der Leopoldina unangetastet blieb. Dass die Aussage im Brief Abderhaldens an Gauleiter und Minister wissentlich falsch war, belegt ein Brief von Lippmanns, der schon zur Festsitzung 1937 keine Einladung mehr erhielt, dafür aber mit dem Einschub („ich hatte sie derzeit auch nicht erwartet“) Verständnis zeigte und nur um eine Festschrift bat, was Abderhalden sofort veranlasste. Vermutlich unterließ Abderhalden, von Lippmann einzuladen (der natürlich im Mitgliederverzeichnis 1937 stand und in keiner der im Sekretariat für die aktuellen Einladungen usw. verwendeten Listen als gestrichen markiert war), um zu vermeiden, dass der bekannte und beliebte Gelehrte der einheimischen Nazi-Prominenz unter die Augen kam.
So konnte er auch später vorschützen, von der jüdischen Herkunft des evangelisch getauften von Lippmann nichts gewusst und ihn deshalb nie gestrichen zu haben, weil auch die Universitätsspitze sich scheute, den wahren Grund für dessen Ausschluss von der Universität zu benennen, belegt für 1933 beim Entzug der Lehrerlaubnis, was Rektor Stieve mit von Lippmanns hohem Alter begründete (1933 war er 76 Jahre). Auch der Ophthalmologe Karl Wessely, 1929 u. a. auf Vorschlag von Abderhalden zum Mitglied gewählt, wurde niemals gestrichen, obwohl er 1935 von der Münchner Universität entlassen wurde. Auf seiner Karteikarte findet sich mit Bleistift der singuläre Vermerk „In Kartei d. Lebenden“, was zeigt, dass die Akademie von seinem Ausschluss erfahren haben wird, Abderhalden ihn aber dennoch nicht strich (analog zu von Lippmann).
Die Streichungen behandelte die Akademie nach Abderhaldens brieflicher Mitteilung 1947 an Schlüter wie ruhende Mitgliedschaften: „Wir haben ja in der Nazizeit nie offiziell die jued. Mitglieder gestrichen, vielmehr ordnete ich an, dass sie nicht mehr verwendet werden sollten.“ Die vorangehenden Sätze in diesem Brief („Nie dachte ich auch nur im Traum daran, Aenderungen unter Bekanntgabe zu vollziehen. Im kleinen Gremium des Vorstandes sollte eine neue Mitgliederliste aufgestellt werden. Niemals sollten die in- und auslaendischen Mitglieder von dieser erfahren.“) sind von Schlüter, der als Vizepräsident der Akademie die Amtsgeschäfte in Halle führte, mit Bleistift angestrichen und er notierte am Rand, „das ist beinahe noch schlimmer“.
Missverstanden blieb in der früheren Literatur, dass sich diese von Schlüter monierte Passage auf Abderhaldens Vorschlag in diesem Briefwechsel bezog, nun – nach dem Krieg – eine Mitgliederliste an die Berliner zuständigen Stellen zu schicken, in der diesmal die NS-belasteten Mitglieder ausgelassen werden sollten, um die Zulassung der Akademie nicht zu gefährden, eine neuerliche Manipulation, mit der Schlüter nicht einverstanden war. Da er aber den Vergleich mit dem Vorgehen in der Nazizeit nicht monierte, bestätigte er damit indirekt Abderhaldens Aussage dazu.
Dass dies keine nachträgliche Beschönigung ist, bestätigen die Tatsachen: Die betreffenden Karteikarten wurden nachweislich nicht vernichtet, sondern aussortiert und hinter einem Vorhang versteckt, wie oben geschildert. Als sie am 9. Mai 1945 wieder einsortiert wurden, um maschinenschriftlich ein neues vollständiges Mitgliederverzeichnis zu erstellen, geschah dies mit den ursprünglichen Matrikelnummern, da sie nicht als freigeworden an andere vergeben waren wie bei definitiven Tilgungen. Letzteres ist belegt bei J. B. S. Haldane, der 1933 aus Protest gegen die Entlassungen und Verfolgungen jüdischer Wissenschaftler in Deutschland seinen Austritt erklärte, ein bemerkenswertes, wenn auch singuläres Beispiel, woraufhin ein neues Mitglied seine Matrikelnummer erhielt (Haldane wurde später wieder aufgenommen).
Nach neuesten Forschungen wurden insgesamt 94 Mitglieder aus politischen oder rassischen Gründen ausgeschlossen. Auch der nichtjüdische Pädiater Ernst Freudenberg wurde gestrichen, der 1938 in die Schweiz emigrierte, da er sich nicht von seiner jüdischen Ehefrau trennen wollte. Elf Mitglieder der Leopoldina verloren durch die NS-Gewaltherrschaft ihr Leben:
- Otto Blumenthal (1876–1944), Mathematiker
- Karl Bornstein (1863–1942), Mediziner
- Max Flesch (1852–1943), Anatom
- Werner Magnus (1876–1942), Botaniker
- Hans Leopold Meyer (1871–1942), Chemiker
- Georg Pick (1859–1942), Mathematiker
- Hans Leo Przibram (1874–1944), Zoologe
- Peter Rona (1871–1945), Biochemiker
- Emil Starkenstein (1884–1942), Pharmakologe
- Leon Wachholz (1867–1942), Gerichtsmediziner
- Arthur von Weinberg (1860–1943), Chemiker

Mit Ausnahme des Krakauer Gerichtsmediziners und Kriminologen Wachholz waren alle jüdischer Herkunft. In seiner Präsidentenrede zur Jahresversammlung 1991 machte Benno Parthier sich die Aufarbeitung der Geschichte der Akademie zum Anliegen und richtete Abbitte an die Kinder und Enkel der Opfer des Holocaust. Im Oktober 2009 stellte die Leopoldina in Halle (Saale) eine öffentlich zugängliche Gedenkstele für neun NS-Opfer auf, die vom Freundeskreis der Leopoldina finanziert wurde.
Die Leopoldina war nicht direkt in die nationalsozialistische Rassenhygiene involviert, aber deren wichtigste Vertreter wurden, wie auch in anderen Akademien, zu Mitgliedern gewählt, zumal sie anerkanntermaßen die damalige wissenschaftliche Genetik und Anthropologie vertraten. Als Präsident hatte Abderhalden dies zugelassen und war dadurch für ihre Aufnahme in die Leopoldina mitverantwortlich, auch wenn nur einige, soweit nachweisbar, von ihm selber mit vorgeschlagen wurden.
1939 veröffentlichte Abderhalden in der Akademiepublikation Nova Acta Leopoldina einen Beitrag zur Rasse und Vererbung vom Standpunkt der Feinstruktur von blut- und zelleigenen Eiweißstoffen aus betrachtet, in dem er unter anderem behauptete, dass die Proteine des Gewebes und Blutes Rassenmerkmale enthielten: „Es zeigte sich, daß die einzelnen Rassen mittels der A. R. [Abderhalden-Reaktion, bezogen auf die sog. Abwehrfermente von Emil Abderhalden] scharf unterschieden werden konnten. Es kam in keinem einzigen Fall zu einer Fehldiagnose bei der Frage der Zugehörigkeit eines bestimmten Tieres zu einer bestimmten Rasse [untersucht wurden Schweine- und Schafrassen (daneben auch Varietäten von genetischen Versuchspflanzen)].“ Obwohl in der ganzen Abhandlung nichts über Menschenrassen ausgesagt ist, wurde sie später mit der NS-Rassenforschung indirekt in Verbindung gebracht, da seine biochemische Methode auch in der NS-Rassenforschung aufgegriffen wurde (→ siehe ausführlicher Emil Abderhalden, Kritik 2. Fehlende Abgrenzung zur nationalsozialistischen Rassentheorie).
1943 lagerte die Leopoldina ihre wertvollen Bibliotheksbestände zum Schutz vor Bombenangriffen in das stillgelegte Kaliwerk Vereinigte Ernsthall in Wansleben am See aus – über 20.000 Bände, darunter einzigartige Handschriften, Goethe-Briefe, wissenschaftliche Tagebücher und mehrere Privatarchive von Gelehrten. Die Benutzung erfolgte nur noch stark eingeschränkt, weil die SS im Juni 1944 dort ein Außenlager des KZ Buchenwald zur unterirdischen Rüstungsproduktion errichtete. Der nachhaltigste Schaden entstand aber dadurch, dass der Großteil dieser Schätze von der sowjetischen Besatzungsmacht in die UdSSR abtransportiert wurde, von wo nach jahrzehntelangen Bemühungen nur ein Bruchteil wieder zurückgelangte.

### Sowjetische Besatzung und Deutsche Demokratische Republik
Trotz sofortiger Bemühungen, nach Kriegsende das Auslagerungsgut aus dem Kaliwerk Vereinigte Ernsthall zu bergen, wurde die wertvolle Bibliothek nach dem im Juli 1945 vollzogenen Wechsel der Besatzungsmacht in die Sowjetunion verbracht. Sowjetgeneral Kotikow kündigte deren Rückgabe anlässlich der Wiedereröffnung der Universität Halle am 1. Februar 1946 an; 1958 kam ein Teil (rund 12.000 Bücher) zurück, ein Großteil der wertvollsten Bücher blieb verschwunden, darunter Schriften von Avicenna, Giordano Bruno und Johannes Kepler. „Eine abschließende Übersicht über die Rückführung des Bergungsgutes vom Januar/Februar 1958 ergibt, daß das geschichtliche und biographische Archiv ziemlich vollständig zurückgekommen ist, das Nachlaßarchiv etwa zur Hälfte und die Schriften des Mitgliederarchivs zu einem Viertel (es fehlen die Monographien des Mitgliederarchivs). Die Handschriften sind zur Hälfte zurückgeführt. Die Bibliothek mit ihren ca. 7000 Bänden fehlt.“ Seit den 1980er Jahren tauchten vereinzelt Exemplare in Auktionshäusern in New York und Hamburg auf, die vermutlich schon vor der sowjetischen Übernahme des Schachts von Amerikanern im Alleingang entwendet worden waren.
Zugleich wurde um die Wiederzulassung der auf dem Gebiet der sowjetischen Besatzungszone bzw. DDR de facto weiterbestehenden Akademie gerungen. Die von anderer Seite geforderte Anbindung an die staatliche Akademie der Wissenschaften der DDR (damals „Deutsche Akademie der Wissenschaften zu Berlin“) – oder auch an die Sächsische Akademie der Wissenschaften in Leipzig, an den Kulturbund oder als Institut der Universität (!) – konnte verhindert werden; die Leopoldina blieb als gesamtdeutsche Vereinigung bestehen.
Die Geschäfte der Akademie führte Vizepräsident Otto Schlüter (1872–1959) für den abwesenden Präsidenten Abderhalden, der beim Abzug der Amerikaner im Juni 1945 mit zahlreichen Wissenschaftlern der Region zwangsweise nach dem Westen evakuiert wurde, um sie nicht den nachrückenden Sowjets zu überlassen (da Abderhalden mit der Leitung beauftragt wurde, firmiert diese Zwangsevakuierung in der Literatur als Abderhalden-Transport).
In zähen Verhandlungen mit den ostdeutschen Behörden und der Sowjetischen Militäradministration (SMAD) erreichte Schlüter die Wiederzulassung der Leopoldina, die 1952 anlässlich des 300-jährigen Bestehens der Akademie mit einem Festakt unter Teilnahme hoher Regierungsvertreter und einem offiziellen Fackelzug von Studenten der Universität Halle – auf den überlieferten Bildern im Blauhemd der Freien Deutschen Jugend (FDJ) – gefeiert wurde.
Eine im selben Jahr folgende Jubiläumsveranstaltung in Schweinfurt fand im Einvernehmen und mit einem Grußwort von Schlüter, vorgetragen vom hallischen Wissenschaftshistoriker Rudolph Zaunick (1893–1967), statt. Vorherige Bestrebungen von westdeutscher Seite, gefördert durch briefliche Missverständnisse zwischen Abderhalden und Schlüter, dort die Leopoldina als West-Akademie wiederzueröffnen, waren glimpflich abgewendet worden.
In das nach dem Tod Abderhaldens (1950) vakante Präsidentenamt wurde nach der Wiederzulassung der Akademie der Geograph Otto Schlüter gewählt, der sich aber aus Altersgründen intensiv um einen jüngeren Nachfolger bemühte, sodass schon 1954 der Botaniker und Pflanzenphysiologe Kurt Mothes (1900–1983) dieses Amt übernahm. Das 1872 abgeschaffte Amt des Director Ephemeridum wurde 1954 für Rudolph Zaunick wieder eingeführt, der damit für alle Schriften der Akademie verantwortlich zeichnete.
Wie Abderhalden bemühte sich Mothes um die internationale Reputation der Akademie mit gezielten Mitgliederzuwahlen aus dem Ausland, ohne im aufziehenden Kalten Krieg Unterschiede zwischen Ost und West zu machen, versuchte aber gleichzeitig, früher aus politischen Gründen unterlassene Zuwahlen nachzuholen. Die Kontakte mit den im ‚Dritten Reich‘ stillschweigend ausgeschlossenen und 1945 wieder eingesetzten Mitgliedern wurden anlässlich runder Geburtstage sorgfältig gepflegt und auch die Gratulation zu Einsteins 75. Geburtstag wurde vom Jubilar bedankt, womit andere deutsche Akademien kein Glück hatten.
Die Akademie intensivierte den wissenschaftlichen Austausch – nun auch insbesondere zwischen Ost und West – durch wissenschaftliche Symposien und die alle zwei Jahre abgehaltenen Jahresversammlungen, diese im Wechsel mit den Versammlungen der Gesellschaft Deutscher Naturforscher und Ärzte (GDNÄ). Die wissenschaftlichen Erträge wurden in den Bänden der Nova Acta Leopoldina N.F. dokumentiert, unter demselben Namen, unter dem die Akademiezeitschrift von Abderhalden wiederbelebt worden war. Neben der neuen jährlichen Zeitschrift Leopoldina (R. 3), heute fortgeführt als Jahrbuch, mit den Berichten über die monatlichen wissenschaftlichen Sitzungen wurde 1961 mit den Acta Historica Leopoldina eine wissenschaftshistorische Zeitschrift ins Leben gerufen, in der bis heute Monographien und Tagungsberichte publiziert werden.
Der gesamtdeutsche Charakter der Akademie wurde durch den Wechsel der Jahresversammlungen zwischen Halle und Schweinfurt betont, was allerdings nur bis zum Mauerbau möglich war. Aus Protest sagte Mothes die für Oktober 1961 in Schweinfurt geplante Jahresversammlung ersatzlos ab, weil nicht mehr alle Mitglieder aus dem Osten hätten daran teilnehmen dürfen. Mit dem gleichen Affront konterte er 1970 auch das Verbot der Einreise von Wissenschaftlern aus Israel zu einem geplanten Amyloid-Symposium, obwohl 1961 seitens des Ministeriums schwere Vorwürfe wegen der eigenmächtigen Absage erhoben wurden.
Offiziell gültige Statuten hatte die Leopoldina während der gesamten DDR-Zeit nicht. Vom Senat Ende der 1960er Jahre beschlossene Neufassungen blieben ministeriell unbestätigt und wurden nur akademieintern angewandt, da keine Einigung mit dem zuständigen Ministerium erzielt werden konnte. Als Druckmittel kamen gelegentlich – beispielsweise nach der Absage der Jahresversammlung 1961 in Schweinfurt, „um die Leopoldina mit allen Mitteln lahmzulegen“ – Kürzungen der staatlichen finanziellen Unterstützung zum Einsatz, von Seiten der Akademie die unterschwellige Drohung, durch den von westdeutschen Mitgliedern dominierten Senat den Sitz der Leopoldina in die Bundesrepublik zu verlagern. Ein deutliches Signal war schon die dauerhafte Etablierung eines westdeutschen Mitglieds als „auswärtigen“ Vizepräsidenten, zuerst 1955 bis 1960 wahrgenommen von Nobelpreisträger Adolf Butenandt (1903–1995).
Der Prestigegewinn durch die Teilnahme internationaler wissenschaftlicher Prominenz an den Jahresversammlungen der Leopoldina in Halle und die internationale Resonanz zählten aber für die DDR-Führung schließlich doch mehr als ihre Lahmlegung, so dass die Akademie weitgehend frei von staatlicher Einflussnahme ihrem gesamtdeutschen Charakter treu bleiben konnte, sowohl in der zweimal zehnjährigen Amtszeit (statutengemäß seit 1872) von Mothes als auch unter seinem Nachfolger seit 1974, dem Physiker Heinz Bethge (1919–2001).
Mit dem Biologiehistoriker Georg Uschmann (1913–1986) als Direktor des Archivs seit 1967 konnte in der Folge sukzessive die akademieeigene wissenschaftshistorische Arbeit in bescheidenem institutionellem Rahmen ausgebaut werden, während ein ähnliches Ansinnen von ministerieller Seite nach der Wiedereröffnung 1952, „der Leopoldina ein wissenschaftshistorisches Institut anzugliedern“, durch die Akademie abgewehrt wurde, um das Archiv nicht dem Zugriff von außen zu öffnen.
Bethge konnte auf den schon im Zusammenhang mit dem Bibliotheksbau 1903/04 von der Akademie weitsichtig erworbenen Grundstücken mit Geldern der Alfried Krupp von Bohlen und Halbach-Stiftung unter Beteiligung der Volkswagenstiftung ein modernes Hörsaalgebäude errichten lassen, das 1988 eingeweiht wurde. Zugunsten eines jüngeren Nachfolgers wurde 1989 der Pflanzenbiochemiker Benno Parthier (1932–2019) gewählt, noch ohne jede Ahnung, dass der Amtswechsel im Juni 1990 mit der Währungsunion und mit dem Jahr der deutschen Wiedervereinigung zusammenfallen würde.

### Nach der Wiedervereinigung
Seit 1991 hat die Leopoldina den privatrechtlichen Status eines eingetragenen Vereins (Statut vom 5. April 1991, amtlich registriert seit Januar 1992, mit der Verringerung der Amtszeit des Präsidenten von zehn auf sieben, seit 1998 auf fünf Jahre bei einmaliger Wiederwahl). Mit der deutschen Wiedervereinigung wurde die Rolle der Akademie als einer wirkungsvollen Klammerfunktion für die Wissenschaften aus beiden deutschen Staaten überflüssig, aber zugleich entstanden ihr neue Wirkungsfelder, international und interdisziplinär, sowie mit einem Leopoldina-Förderprogramm für junge Wissenschaftler, im Jahre 2000 auch mit der Gründung der Jungen Akademie für den Nachwuchs, gemeinsam mit der Berlin-Brandenburgischen Akademie der Wissenschaften.
Unter den 1996 von Georgien zurückgegebenen 100.000 Beutebüchern befanden sich auch einige aus dem Besitz der Leopoldina, die aber noch 6.902 Exemplare vermisst. Am 11. Juli 2008 fanden deutsche Journalisten in Tiflis weitere 100.000 Bücher, darunter auch Exemplare der Leopoldina. Diese sollten im Herbst 2009 zurückgegeben werden. Eine Rückgabe im größeren Stil hat jedoch bislang nicht stattgefunden. Lediglich einzelne Bücher und Gemälde wurden seit 2009 im Rahmen diplomatischer Anlässe zurückgegeben.

### Die Akademie im 21.Jahrhundert
2008 wurde die Leopoldina zur Nationalen Akademie der Wissenschaft erhoben. Als solche soll sie die Zusammenarbeit von Politik und Wissenschaft fördern und dabei je nach Themenbereich vor allem mit der Berlin-Brandenburgischen Akademie der Wissenschaften (BBAW) und der Deutschen Akademie der Technikwissenschaften (acatech) zusammenarbeiten. Die Leopoldina ist Mitglied in der Allianz der deutschen Wissenschaftsorganisationen.
Benno Parthier hatte sich als Präsident der Leopoldina zwar wiederholt für die Verstrickungen von Mitgliedern der Akademie „in das inhumane Vernichtungswerk des nationalsozialistischen Regimes“ entschuldigt, dennoch attestierte man Abderhalden, dass es ihm „weitgehend [gelungen sei], die Leopoldina vor dem totalitären staatlichen Zugriff im Nationalsozialismus, soweit das in der damaligen Zeit überhaupt möglich war, zu bewahren“. Akademiepräsident Volker ter Meulen weihte am 1. Oktober 2009 eine Gedenkstele für die NS-Opfer aus der Leopoldina in Anwesenheit des Landesrabbiners Flonemann ein und legte in seiner Ansprache dabei auch das Ausmaß von Abderhaldens Verstrickung offen. Die Leopoldina führt auf ihrer Homepage den Präsidiumsbeschluss zur Streichung aller jüdischen Mitglieder vom 23. November 1938 und die entsprechende Vollzugsmeldung an Gauleiter und Minister vom 7. Dezember 1938 auf. Beide werden aber nach neueren Forschungsergebnissen als „Schutzbehauptung anstelle von vorauseilendem Gehorsam“ angesehen. Die unkommentierte Veröffentlichung dieser Dokumente, als gäben sie Tatsachen wieder (was nachweislich nicht stimmt), führte zu dem Vorurteil von Abderhaldens angeblich vorauseilendem Gehorsam bei der Streichung jüdischer Mitglieder, weil er das selbst – zum Schutz der Akademie – der Obrigkeit suggeriert hatte. Stattdessen wurde übersehen, dass die Leopoldina durch Abderhaldens klug vorausschauendes Agieren die einzige deutsche Akademie und wissenschaftliche Gesellschaft blieb, „die ihre jüdischen Mitglieder nicht in der Öffentlichkeit durch Ausschluss diskriminierte“.

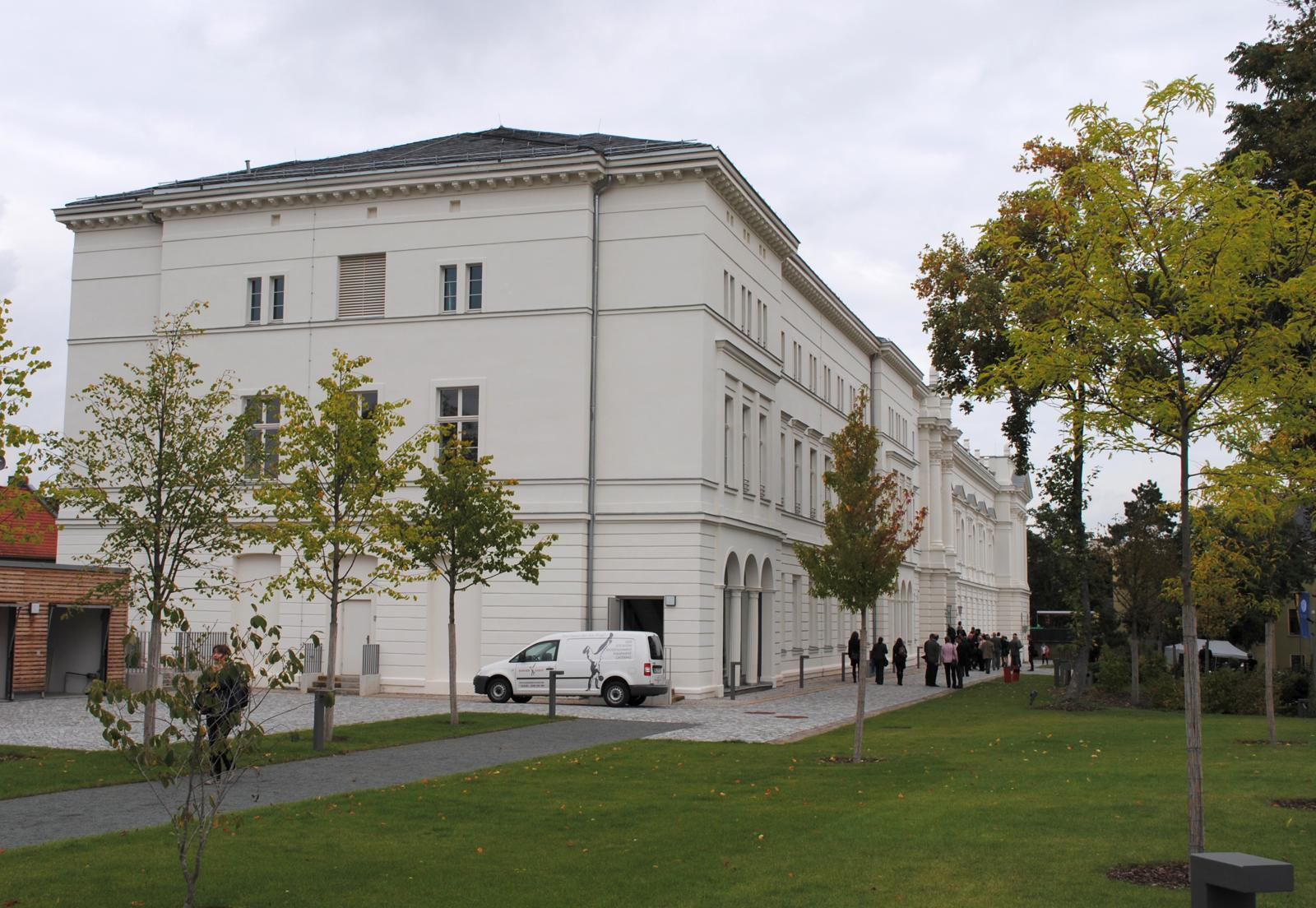
Seitenansicht des sanierten Leopoldina-Hauptgebäudes (2013)

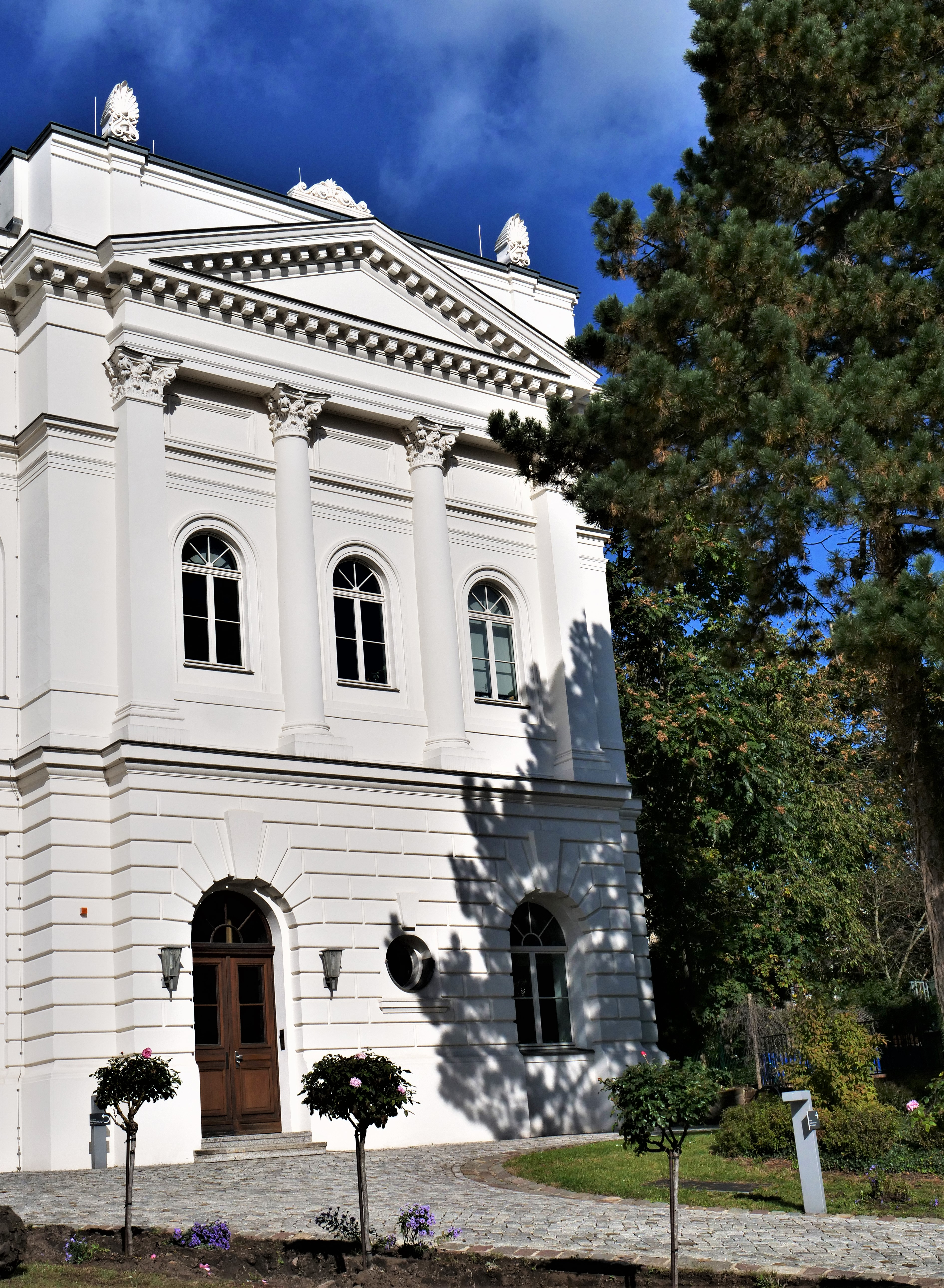
Rechter Flügel der Fassade (2021)

Am 22. September 2009 erwarb die Leopoldina das ehemalige Logenhaus Zu den drei Degen, das bis Ende 2011 saniert, im Mai 2012 im Rahmen eines Festaktes feierlich eingeweiht wurde und seitdem als Hauptsitz der Akademie genutzt wird. Am 9. November 2010 hatte die „Grundsteinlegung“ stattgefunden. Seit Juli 2009 ist die Leopoldina mit einem Hauptstadtbüro in der Reinhardtstraße in Berlin vertreten.
Am 1. Oktober 2009 wählte der Senat der Leopoldina Jörg Hacker in geheimer Abstimmung zum hauptamtlichen Präsidenten. Am 26. Februar 2010 wurde ihm feierlich das Amt übergeben, das er zum 1. März 2010 antrat. 2014 wurde er wiedergewählt. Ende 2019 wurde der Klimaforscher Gerald H. Haug zu seinem Nachfolger gewählt, nachdem Hacker nach zwei Amtszeiten nicht mehr kandidieren konnte. Haug tritt dafür ein, die Leopoldina als Ratgeberinstanz der Politik durch beschleunigte Klärungsprozesse und Stellungnahmen wirksamer ins Spiel zu bringen. Oft habe sich die Leopoldina mit ihren Papieren so viel Zeit gelassen, wird Haug in der Zeit zitiert, dass die politischen Entscheidungen am Tag der Veröffentlichung schon fast gefallen waren oder bereits nicht mehr auf der Tagesordnung standen. Zudem strebe er in der Leopoldina einen höheren Frauenanteil als die aktuelle Quote von 14 Prozent an.
Die Akademie gibt Stellungnahmen zu verschiedenen Themen heraus. Besonders medienwirksam waren die Stellungnahmen zur nationalen Klimapolitik im Juli 2019 – speziell zur Einführung einer CO2-Steuer. Bis Ende 2020 hat die Leopoldina sieben Stellungnahmen und weitere Publikationen zur Coronavirus-Pandemie veröffentlicht. Im April 2020 legte die Leopoldina eine Stellungnahme zur Coronavirus-Pandemie vor, die laut Bundeskanzlerin Merkel eine wesentliche Entscheidungsgrundlage für die Gestaltung weiterer Maßnahmen gegen die COVID-19-Verbreitung in Deutschland bilden solle. Dazu hieß es in der Zeit, dass diese Stellungnahme der Leopoldina, die auch einen Weg zurück zur Normalität habe weisen sollen, „von manchen Fachleuten regelrecht zerlegt“ worden sei: „zu viele Phrasen, die Vorschläge wirklichkeitsfremd.“

## Personen

### Präsidenten
Mit Amtszeit und Gesellschaftsnamen
- 1652–1665: Johann Lorenz Bausch – Jason I. (Schweinfurt)
- 1666–1686: Johann Michael Fehr – Argonauta I. (Schweinfurt)
- 1686–1693: Johann Georg Volkamer – Helianthus I. (Nürnberg)
- 1693–1730: Lukas Schröck – Celsus I. (Augsburg)
- 1730–1735: Johann Jakob Baier – Eugenianus I. (Altdorf bei Nürnberg)
- 1735–1769: Andreas Elias Büchner – Bacchius (Erfurt, Halle)
- 1770–1788: Ferdinand Jakob Baier – Eugenianus II. (Nürnberg)
- 1788–1791: Heinrich Friedrich Delius – Democedes II. (Erlangen)
- 1791–1810: Johann Christian Daniel von Schreber – Theophrastus Eresius IV. (Erlangen)
- 1811–1818: Friedrich von Wendt – Diocles Carystius IV. (Erlangen)
- 1818–1858: Christian Gottfried Daniel Nees von Esenbeck – Aristoteles III. (Erlangen, Bonn, Breslau)
- 1858–1862: Dietrich Georg Kieser – Scheuchzer I. (Jena)
- 1862–1869: Carl Gustav Carus – Cajus II. (Dresden)
- 1870–1878: Wilhelm Behn – Marco Polo I. (Dresden)
- 1878–1895: Hermann Knoblauch – Thomas Johann Seebeck (Halle)
- 1895–1906: Karl von Fritsch (Halle)
- 1906–1921: Albert Wangerin
- 1921–1924: August Gutzmer
- 1924–1931: Johannes Walther
- 1932–1950: Emil Abderhalden
- 1952–1953: Otto Schlüter
- 1954–1974: Kurt Mothes
- 1974–1990: Heinz Bethge
- 1990–2003: Benno Parthier
- 2003–2010: Volker ter Meulen
- 2010–2020: Jörg Hacker
- 2020–2025: Gerald Haug
- ab Frühjahr 2025: Bettina Rockenbach[105]

### Ehrenmitglieder
Die Leopoldina-Ehrenmitgliedschaft ist die höchste Auszeichnung der Akademie für Mitglieder, die sich in besonderem Maße als Wissenschaftler und für die Akademie verdient gemacht haben.
- 1922: Albert Wangerin (1844–1933), Halle, Mathematik
- 1925: Karl Joseph Eberth (1835–1926), Berlin, Anatomie
- 1925: Ernst Ehlers (1835–1925), Göttingen, Zoologie
- 1925: Adolf Engler (1844–1930), Berlin, Botanik
- 1925: Paul Fürbringer (1849–1930), Berlin, Dermatologie
- 1925: Einar Lönnberg (1865–1942), Stockholm, Zoologie
- 1925: Felix Marchand (1846–1928), Leipzig, Pathologie
- 1925: Ludwig Radlkofer (1829–1927), München, Botanik
- 1925: Alexander Anton Rosenberg (1839–1926), Veterinärmedizin
- 1925: Georg Schweinfurth (1836–1925), Berlin, Botanik
- 1925: Bernhard Solger (1849–1935), Anatomie
- 1925: Rogier Verbeek (1845–1926), Geologie und Paläontologie
- 1925: Paul Clemens von Baumgarten (1848–1928), Dresden, Pathologie
- 1925: Wilhelm von Branco (1844–1928), München, Geologie und Paläontologie
- 1925: Paul Zweifel (1848–1927), Leipzig, Geburtshilfe und Gynäkologie
- 1928: Otto Küstner (1849–1931), Geburtshilfe und Gynäkologie
- 1932: Carl Friedrich Geiser (1843–1934), Küsnacht, Mathematik
- 1932: Gottlieb Haberlandt (1854–1945), Berlin, Botanik
- 1932: Albert Heim (1849–1937), Zürich, Geologie und Paläontologie
- 1932: David Hilbert (1862–1943), Göttingen, Mathematik
- 1932: Sir Frederick Hopkins (1861–1947), Cambridge, Physiologie
- 1932: Wilhelm Ostwald (1853–1932), Leipzig, Physikalische Chemie
- 1932: Lord Ernest Rutherford (1871–1937), Cambridge, Physik
- 1932: Anton von Eiselsberg (1860–1939), Wien, Chirurgie
- 1932: Richard von Hertwig (1850–1937), München, Zoologie
- 1932: Oskar von Miller (1855–1934), München, Physik
- 1932: Julius Wagner Ritter von Jauregg (1857–1940), Wien, Psychiatrie, Med. Psychologie und Neurologie
- 1932: Richard Willstätter (1872–1942), München, Chemie
- 1933: Hermann Christ (1833–1933), Botanik
- 1933: Friedrich Schmidt-Ott (1860–1956), Berlin, Pharmakologie
- 1935: Iwan Petrowitsch Pawlow (1849–1936), Leningrad, Physiologie
- 1935: Sven Hedin (1865–1952), Stockholm, Geographie
- 1936: Ludwig Aschoff (1866–1942), Freiburg (Br.), Pathologie
- 1941: Max Planck (1858–1947), Berlin, Physik
- 1942: Bernhard Nocht (1857–1945), Wiesbaden, Mikrobiologie und Immunologie
- 1942: Theodor Ziehen (1862–1950), Wiesbaden, Psychiatrie, Med. Psychologie und Neurologie
- 1943: Hans Fischer (1881–1945), München, Chemie
- 1943: Hans von Euler-Chelpin (1873–1964), Stockholm, Chemie
- 1943: Paul von Walden (1863–1957), Chemie
- 1943: Adolf Windaus (1876–1959), Göttingen, Chemie
- 1954: Otto Schlüter (1872–1959), Halle, Geographie
- 1956: Otto Hahn (1879–1968), Göttingen, Chemie
- 1956: Otto Warburg (1883–1970), Berlin, Zellbiologie
- 1958: Max Born (1882–1970), Göttingen, Physik
- 1958: James Franck (1882–1964), Chicago, Physik
- 1958: Otto Renner (1883–1960), München, Botanik
- 1960: Adolf Butenandt (1903–1995), München, Biochemie und Biophysik
- 1960: Georg Sticker (1860–1960), Zell am Main, Wissenschafts- und Medizingeschichte
- 1960: George de Hevesy (1885–1966), Stockholm, Chemie
- 1963: Alfred Kühn (1885–1968), Tübingen, Zoologie
- 1965: Karl Freudenberg (1886–1983), Heidelberg, Chemie
- 1967: Werner Heisenberg (1901–1976), München, Physik
- 1969: Sir Hans Adolf Krebs (1900–1981), Oxford, Biochemie und Biophysik
- 1969: Fritz Albert Lipmann (1899–1986), New York, NY, Biochemie und Biophysik
- 1970: Pjotr Leonidowitsch Kapiza (1894–1984), Moskau, Physik
- 1971: Hans Hermann Weber (1896–1974), Heidelberg, Physiologie
- 1973: Jan Hendrik Oort (1900–1992), Astronomie und Astrophysik
- 1977: Hans Erhard Bock (1903–2004), Tübingen, Innere Medizin und Dermatologie
- 1977: Albert Frey-Wyssling (1900–1988), Meikirch, Botanik
- 1977: Otto Kratky (1902–1995), Graz, Physikalische Chemie
- 1987: Eugen Seibold (1918–2013), Freiburg (Br.), Geowissenschaften
- 1990: Klaus Betke (1914–2011), Lochham, Gynäkologie und Pädiatrie
- 1992: Carl Friedrich von Weizsäcker (1912–2007), Starnberg, Physik
- 1997: Reimar Lüst (1923–2020), Hamburg, Physik
- 2002: Gottfried Geiler (1927–2018), Leipzig, Pathologie und Rechtsmedizin
- 2005: Joachim-Hermann Scharf (1921–2014), Halle, Anatomie und Anthropologie
- 2010: Volker ter Meulen (* 1933), Würzburg, Mikrobiologie und Immunologie
- 2014: Paul J. Crutzen (1933–2021), Mainz, Geowissenschaften

### Bekannte Mitglieder
Insgesamt erhielten bisher 179 Mitglieder der Leopoldina einen Nobelpreis.
Berühmte Mitglieder der Leopoldina waren unter vielen anderen:
- Carl Caspar von Siebold (1736–1807), Sektion Medizin
- Johann Wolfgang von Goethe (1749–1832), Sektion Botanik
- Alexander von Humboldt (1769–1859), Sektion Naturforscher
- Adelbert von Chamisso (1781–1838), Sektion Botanik
- Franz Wilhelm Junghuhn (1809–1864), Sektion Naturforscher
- Charles Darwin (1809–1882), Sektion Naturforscher
- Werner von Siemens (1816–1892), Sektion Physik
- Theodor Billroth (1829–1894), Sektion Medizin
- Marie Curie (1867–1934), Sektion Physik
- Richard Willstätter (1872–1942), Sektion Chemie
- Otto Hahn (1879–1968), Sektion Chemie
- Albert Einstein (1879–1955), Sektion Physik, 1933 als erstes Mitglied während der NS-Zeit gestrichen
- Niels Bohr (1885–1962), Sektion Physik
- Georg von Békésy (1899–1972), Sektion Physiologie
- Werner Heisenberg (1901–1976), Sektion Physik
- Carl Friedrich von Weizsäcker (1912–2007), Sektion Physik

Siehe auch:
- Kategorie:Mitglied der Leopoldina (mit Untergliederung nach dem Jahrhundert der Aufnahme in die Akademie)

## Die Leopoldina als Namensgeber

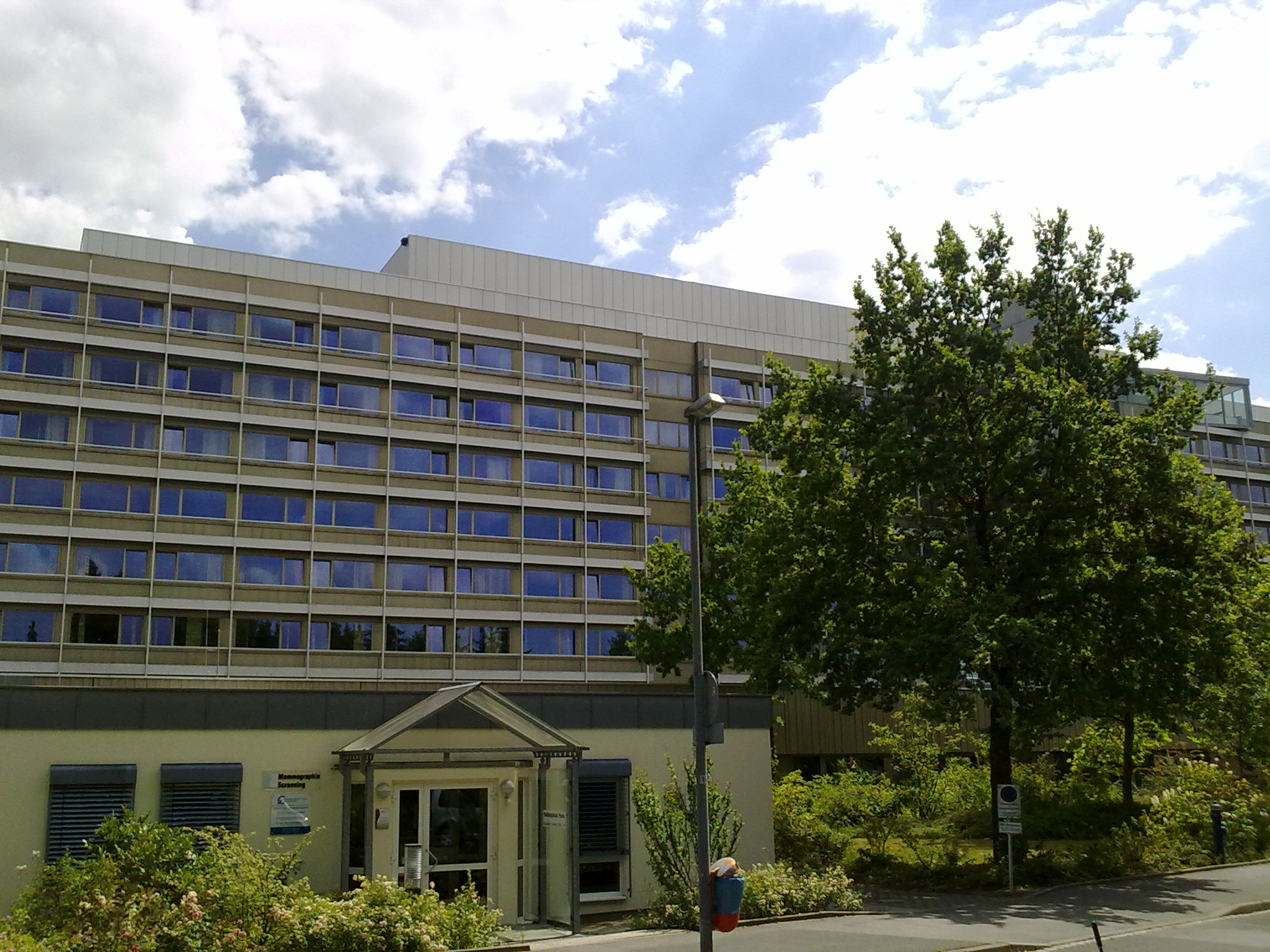
Leopoldina-Krankenhaus der Stadt Schweinfurt (2010)

Der Asteroid (893) Leopoldina ist nach der Leopoldina benannt.
In der Gründungsstadt trägt das Leopoldina-Krankenhaus Schweinfurt aufgrund der Gesellschaft diesen Namen.